# Leichtathletik-Europameisterschaften 2006
| 19. Leichtathletik-Europameisterschaften          | 19. Leichtathletik-Europameisterschaften |
| ------------------------------------------------- | ---------------------------------------- |
| Logo der 19. Leichtathletik-Europameisterschaften |                                          |
| Stadt                                             | Göteborg                                 |
| Stadion                                           | Ullevi-Stadion                           |
| Teilnehmende Länder                               | 48                                       |
| Teilnehmende Athleten                             | 1370                                     |
| Wettbewerbe                                       | 47 (Männer: 24 / Frauen: 23)             |
| Wettbewerbe                                       | 47                                       |
| Eröffnung                                         | 6. August 2006                           |
| Schlussfeier                                      | 13. August 2006                          |
| Chronik                                           |                                          |
| ← München 2002                                    | Barcelona 2010 →                         |

| Medaillenspiegel               | Medaillenspiegel | Medaillenspiegel | Medaillenspiegel | Medaillenspiegel | Medaillenspiegel |
| Platz                          | Land             | Gold             | Silber           | Bronze           | Gesamt           |
| ------------------------------ | ---------------- | ---------------- | ---------------- | ---------------- | ---------------- |
| 1                              | Russland         | 12               | 12               | 11               | 35               |
| 2                              | Deutschland      | 04               | 05               | 02               | 11               |
| 3                              | Frankreich       | 04               | 01               | 02               | 07               |
| 4                              | Spanien          | 03               | 03               | 05               | 11               |
| 5                              | Belarus          | 03               | 02               | 01               | 06               |
| 6                              | Schweden         | 03               | 01               | 02               | 06               |
| 7                              | Belgien          | 03               | –                | –                | 03               |
| 8                              | Portugal         | 02               | 01               | 01               | 04               |
| 9                              | Finnland         | 02               | 01               | –                | 03               |
| 10                             | Italien          | 02               | –                | 01               | 03               |
| Vollständiger Medaillenspiegel |                  |                  |                  |                  |                  |

Die 19. Leichtathletik-Europameisterschaften wurden zwischen dem 6. und 13. August 2006 in der schwedischen Stadt Göteborg ausgetragen.

## Vergabe
Die Kandidatur Göteborgs hatte sich am 6. Oktober 2001 anlässlich des EAA-Kongresses gegen Barcelona durchgesetzt, nachdem Amsterdam schon zuvor seine Bewerbung zurückgezogen hatte.

## Wettkampforte
Die Wettkämpfe wurden im Ullevi-Stadion ausgetragen, das 1995 bereits Schauplatz der 5. Leichtathletik-Weltmeisterschaften gewesen war.
Der Marathonlauf fand auf einem rund zehn Kilometer langen und viermal zu durchlaufenden Rundkurs im Stadtzentrum statt, Die Wettbewerbe im Gehen wurden wie schon 1995 auf einem zwei Kilometer langen Rundkurs auf der Skånegatan ausgetragen, einer Straße vor dem Stadion. Start und Ziel lagen bei allen Rennen im Ullevi-Stadion.

## Eröffnungsfeier

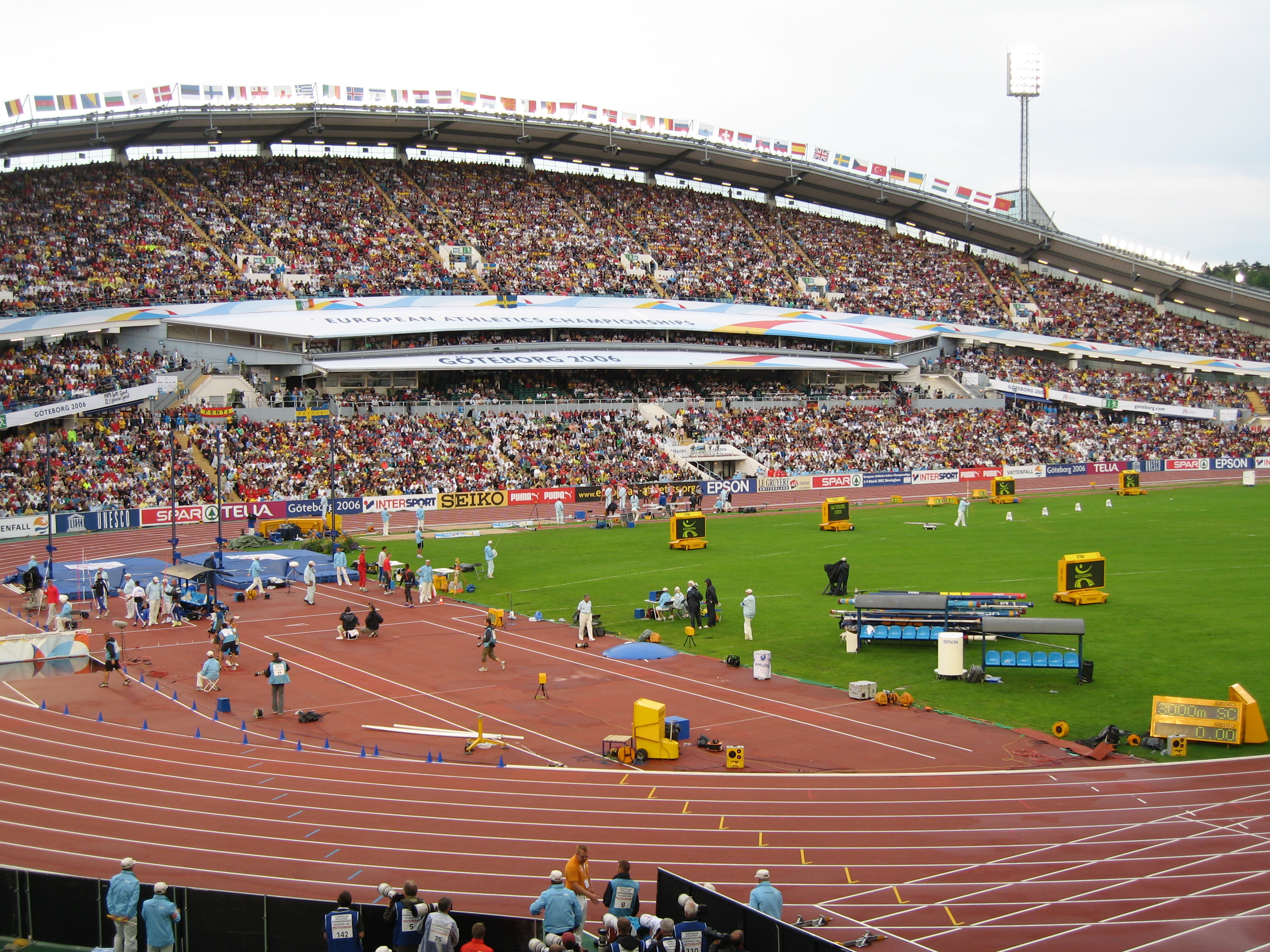
Das Ullevi-Stadion in Göteborg während der Europameisterschaften 2006

Die Eröffnung wurde am Abend des 6. Augusts 2006 vor 100.000 Zuschauern auf dem Götaplatsen in der Innenstadt Göteborgs gefeiert. Ihr Motto lautete „Schweden trifft Europa“. Es war die erste Eröffnungsfeier von Leichtathletik-Europameisterschaften, die nicht im Stadion stattfand. Dieser Schritt sollte die enge Verbindung zwischen der Veranstaltung und dem Austragungsort verdeutlichen.
Die Feier dauerte zwei Stunden und wurde von dem ehemaligen Dreispringer Jonathan Edwards zusammen mit einer schwedischen Fernsehmoderatorin moderiert. Beim Einmarsch wurde die deutsche Flagge von der neunzehn Jahre jungen Deutschen Meisterin über 200 Meter Jala Gangnus getragen.
Während der Schau trat mehrmals die Stepp-Gruppe „Jeerk“ auf, die in ihren Darbietungen verschiedene Leichtathletikdisziplinen aufgriff. Daneben wurde ein großes musikalisches Programm geboten. Das Symphonieorchester der Stadt spielte zusammen mit einem Gitarristen der Band Hammerfall. Diese trat im Anschluss noch in voller Besetzung mit schwedischen Sportlern auf und präsentierte dabei das der schwedischen Mannschaft gewidmete Lied „The Fire Burns Forever“, an dem auch einige Athleten aus Schweden mitgeschrieben hatten. Daneben trat unter anderem die norwegische Sängerin Sissel Kyrkjebø auf, die auch in der Musik zum Film Titanic zu hören ist. Des Weiteren gab es einen Auftritt der Griechin Elena Paparizou. Der Ire Ronan Keating sang zusammen mit Jessica Anderson. Zum Abschluss der Feierlichkeiten wurde ein Feuerwerk veranstaltet.
Offizieller Europameisterschafts-Song war „Heroes“ von Elena Paparizou.

## Teilnehmer
Zu den Wettkämpfen entsandten 48 der 50 Mitgliedsverbände der European Athletic Association eine Delegation nach Göteborg. Lediglich die Verbände aus Armenien und Liechtenstein verzichteten auf eine Teilnahme.
| Teilnehmer (Gesamtzahl: 1370) (in Klammern jeweils die Angabe zur Anzahl der Teilnehmer des betreffenden Landes)                                                                      | Teilnehmer (Gesamtzahl: 1370) (in Klammern jeweils die Angabe zur Anzahl der Teilnehmer des betreffenden Landes)                                       | Teilnehmer (Gesamtzahl: 1370) (in Klammern jeweils die Angabe zur Anzahl der Teilnehmer des betreffenden Landes)                             | Teilnehmer (Gesamtzahl: 1370) (in Klammern jeweils die Angabe zur Anzahl der Teilnehmer des betreffenden Landes)                      |
| --- | --- | --- | --- |
| - Albanien (4) - Andorra (1) - Aserbaidschan (1) - Belgien (35) - Bosnien und Herzegowina - Bulgarien - Dänemark - Deutschland (77) - Estland - Finnland (56) - Frankreich - Georgien | - Gibraltar (1) - Griechenland - Großbritannien - Irland (29) - Island - Israel - Italien - Kroatien (14) - Lettland - Litauen - Luxemburg (2) - Malta | - Mazedonien - Moldau - Monaco - Montenegro - Niederlande - Norwegen - Österreich (11) - Polen - Portugal - Rumänien - Russland - San Marino | - Schweden (69) - Schweiz (19) - Serbien - Slowakei - Slowenien - Spanien - Tschechien - Türkei - Ukraine - Ungarn - Belarus - Zypern |

## Wettbewerbe
Die Wettbewerbe wurden in den fünf unterschiedlichen leichtathletischen Wettbewerbsgruppen ausgetragen: Laufen, Springen, Werfen, Gehen und Mehrkampf.
Das Wettkampfangebot wurde für die Frauen noch einmal erweitert. Hinzu kam nun auch der 3000-Meter-Hindernislauf. So war das EM-Programm für Frauen und Männer nun fast identisch. Abweichungen gab es in der Länge der kurzen Hürdenstrecke, in den Gewichten der Wurfgeräte sowie in der Anzahl der Mehrkampfdisziplinen. Einzig das 50-km-Gehen blieb noch alleine den Männern vorbehalten. Diese Disziplin wurde für die Frauen 2018 Teil der Europameisterschaften. Von 2022 an wurde die Distanz der langen Gehstrecke für Männer und Frauen auf 35 Kilometer verkürzt. Unterschiede im Wettbewerbsprogramm für Frauen und Männer gab es von 2018 an alleine bei den Gewichten von Wurfgeräten, in den Höhen der Hürden und der Länge der kurzen Hürdensprintstrecke, sowie schließlich im Mehrkampf.

## Doping
Es gab acht offizielle dopingbedingte Disqualifikationen:
- Andrej Michnewitsch ( Belarus), Kugelstoßen, zunächst Zweiter – Wegen immer wieder auftretender Dopingvergehen wurden alle seine Ergebnisse seit August 2005 annulliert.[1]
- Jurij Bilonoh ( Ukraine), Kugelstoßen, zunächst Sechster – Er wurde für den Zeitraum 18. August 2004 bis 17. August 2006 gesperrt. Alle Ergebnisse inklusive des Olympiasiegs 2004 und dem EM-Resultat wurden gestrichen.[2]
- Ville Tiisanoja ( Finnland), Kugelstoßen, zunächst Elfter – Er gab die Einnahme von Testosteron zu, wurde für zwei Jahre gesperrt und mit einer Strafe von 50.000 Euro belegt.[3]
- Roland Varga ( Ungarn), Diskuswurf, zunächst Elfter – Er wurde 2007 aufgrund einer Probe vom 22. Juli 2006 des Verstoßes gegen die Antidopingbestimmungen überführt. Er erhielt einer Sperre von zwei Jahren, seine Ergebnisse seit der Probenentnahme wurden annulliert.[4]
- Iwan Zichan ( Belarus), Hammerwurf, zunächst Erster – 2014 wurde der bereits mehrfach wegen Dopings überführte Athlet aufgrund erneuten Dopingvergehens nachträglich disqualifiziert. Alle seine Resultate zwischen dem 22. August 2004 und dem 21 August 2006 wurden annulliert.[5]
- Andrei Varantsou ( Belarus), Hammerwurf, zunächst Zwölfter – Er wurde erstmals 2005 positiv getestet und erhielt als Mehrfachtäter nach zahlreichen Verstößen gegen die Dopingbestimmungen 2013 eine lebenslange Sperre. Viele seiner erzielten Resultate, darunter das Ergebnis dieser Europameisterschaften, wurden gestrichen.[6]
- Nadseja Astaptschuk ( Belarus), Kugelstoßen, zunächst Zweite – Sie wurde in ihrer Laufbahn mehrfach des Dopingbetrugs überführt mit entsprechenden Konsequenzen unter anderem in Form der Aberkennung erzielter Resultate. Dazu gehörten ihr Titel bei den Weltmeisterschaften 2005, ihr zweiter Rang bei den Europameisterschaften 2006 und ihr Olympiasieg 2012.[7]
- Iryna Jattschanka ( Belarus), Diskuswurf, zunächst Zehnte – Ihr Resultat wurde wie auch ihr dritter Rang bei den Olympischen Spielen 2004 gestrichen.[8]

Fünf dieser acht gedopten Sportler kamen aus Belarus, je einer aus Finnland, der Ukraine und Ungarn.

## Sportliche Leistungen
Die Medaillenwertung wurde wieder einmal sehr deutlich durch Russland angeführt. Zwölf EM-Titel gingen alleine an Russland, insgesamt sammelten die russischen Athleten 35 Medaillen. Deutschland und Frankreich hatten je vier Goldmedaillen auf ihrem Konto. Das deutsche Team hatte fünf Silbermedaillen gegenüber einer für Frankreich zu Buche stehen. Vier Nationen hatten jeweils drei Europameister aufzuweisen. Bezüglich der Zahl der Silbermedaillen lag von ihnen Spanien vor Belarus, Schweden und Belgien. Jeweils zwei Europameister hatten Portugal, Finnland und Italien in ihren Reihen, wobei in der Zahl der weiteren Medaillen Portugal vor Finnland und Italien lag.
Das Leistungsniveau war hoch, es gab folgende Rekorde:
- zwanzig verbesserte oder egalisierte Meisterschaftsrekorde in zehn Disziplinen
- 26 verbesserte Landesrekorde in dreizehn Disziplinen

Bei den einzelnen Sportlern sind besonders folgende Leistungen zu nennen.
- Drei Athleten errangen je zwei Goldmedaillen bei diesen Meisterschaften:
  - Francis Obikwelu (Portugal) – 100 Meter, 200 Meter
  - Kim Gevaert (Belgien) – 100 Meter, 200 Meter
  - Marc Raquil (Frankreich) – 400 Meter, 4-mal-400-Meter-Staffel
- Folgende Europameister von 2006 hatten bereits vorher EM-Titel gewonnen:
  - Francis Obikwelu (Portugal) – 100 Meter, Wiederholung seines Erfolgs von 2002
  - Mehdi Baala (Frankreich) – 1500 Meter, Wiederholung seines Erfolgs von 2002
  - Francisco Javier Fernández (Spanien) – 20-km-Gehen, Wiederholung seines Erfolgs von 2002
  - Alexander Awerbuch (Israel) – Stabhochsprung, Wiederholung seines Erfolgs von 2002
  - Christian Olsson (Schweden) – Dreisprung, Wiederholung seines Erfolgs von 2002
  - Roman Šebrle (Tschechien) – Zehnkampf, Wiederholung seines Erfolgs von 2002
  - Marta Domínguez (Spanien) – 5000 Meter, Wiederholung ihres Erfolgs von 2002

## Legende
Kurze Übersicht zur Bedeutung der Symbolik – so üblicherweise auch in sonstigen Veröffentlichungen verwendet:
| CR  | Championshiprekord                                           |
| NR  | Nationaler Rekord                                            |
| w   | Rückenwindunterstützung über dem erlaubten Limit von 2,0 m/s |
| DNF | Wettkampf nicht beendet (did not finish)                     |

## Resultate Männer

### 100 m
| Platz | Athlet             | Land | Zeit (s) |
| ----- | ------------------ | ---- | -------- |
| 1     | Francis Obikwelu   | POR  | 09,99 CR |
| 2     | Andrei Jepischin   | RUS  | 10,10 NR |
| 3     | Matic Osovnikar    | SLO  | 10,14000 |
| 4     | Ronald Pognon      | FRA  | 10,16000 |
| 5     | Mark Lewis-Francis | GBR  | 10,16000 |
| 6     | Dariusz Kuć        | POL  | 10,21000 |
| 7     | Dwain Chambers     | GBR  | 10,24000 |
| 8     | Ronny Ostwald      | GER  | 10,38000 |

Finale: 8. August, 19:40 Uhr
Wind: +1,3 m/s

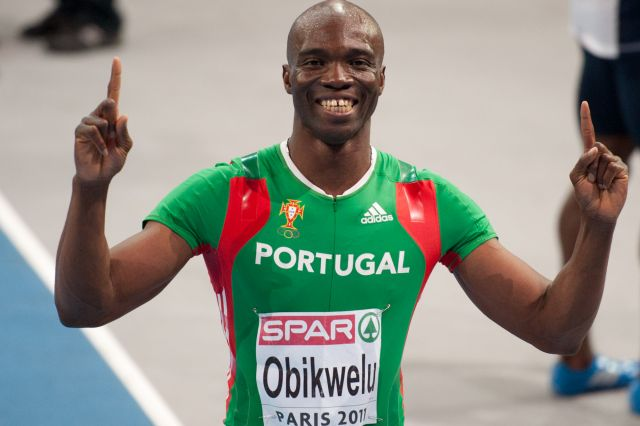
Francis Obikwelu, Doppeleuropameister auf den Sprintstrecken

Francis Obikwelu, der im Jahre 2006 nachträglich auch zum Europameister 2002 erklärt worden war, musste in keinem der vier Läufe alles geben, um trotzdem jeweils souverän zu siegen. Im Endlauf war er der erste Läufer, der bei Europameisterschaften unter zehn Sekunden blieb.

### 200 m
| Platz | Athlet            | Land | Zeit (s) |
| ----- | ----------------- | ---- | -------- |
| 1     | Francis Obikwelu  | POR  | 20,01 NR |
| 2     | Johan Wissman     | SWE  | 20,38 NR |
| 3     | Marlon Devonish   | GBR  | 20,54000 |
| 4     | Kristof Beyens    | BEL  | 20,57000 |
| 5     | Iwan Tjoplych     | RUS  | 20,76000 |
| 6     | Eddy De Lépine    | FRA  | 20,77000 |
| 7     | David Alerte      | FRA  | 20,93000 |
| 8     | Anastasios Gousis | GRE  | 20,94000 |

Finale: 10. August, 20:45 Uhr
Wind: +1,6 m/s
Francis Obikwelu war der erste Sprinter seit 28 Jahren, der sowohl über 100 als auch über 200 Meter Europameister werden konnte. Letztmals war dies Pietro Mennea 1978 in Prag gelungen. Während der Schwede Johan Wissman vor heimischem Publikum über sich hinauswuchs und zweimal den Landesrekord verbesserte, gelang Marlon Devonish die Wiederholung seines dritten Platzes von 2002 in München.

### 400 m
| Platz | Athlet             | Land | Zeit (s) |
| ----- | ------------------ | ---- | -------- |
| 1     | Marc Raquil        | FRA  | 45,02    |
| 2     | Wladislaw Frolow   | RUS  | 45,09    |
| 3     | Leslie Djhone      | FRA  | 45,40    |
| 4     | Daniel Dąbrowski   | POL  | 45,56    |
| 5     | Andrea Barberi     | ITA  | 45,70    |
| 6     | Timothy Benjamin   | GBR  | 45,89    |
| 7     | Rafał Wieruszewski | POL  | 45,97    |
| 8     | Dimítrios Régas    | GRE  | 46,23    |

Finale: 9. August, 20:45 Uhr

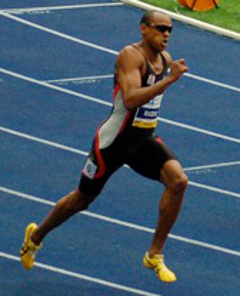
Europameister wurde der Vizeweltmeister von 2003 Marc Raquil

Noch fünfzig Meter vor dem Ziel sah der Russe Wladislaw Frolow wie der sichere Sieger aus. Aber Marc Raquil hatte auf der Zielgeraden das deutlich bessere Stehvermögen, sodass er den Russen kurz vor dem Ziel passieren konnte. Der 400-Meter-Lauf war die erste Entscheidung bei den Europameisterschaften 2006, bei der kein einziger der Finalteilnehmer von 2002 auch den Endlauf 2006 erreichte.

### 800 m
| Platz | Athlet             | Land | Zeit (min) |
| ----- | ------------------ | ---- | ---------- |
| 1     | Bram Som           | NED  | 1:46,56    |
| 2     | David Fiegen       | LUX  | 1:46,59    |
| 3     | Sam Ellis          | GBR  | 1:46,64    |
| 4     | Dmitrijs Miļkevičs | LAT  | 1:46,70    |
| 5     | Miguel Quesada     | ESP  | 1:46,91    |
| 6     | Florent Lacasse    | FRA  | 1:46,95    |
| 7     | Andrea Longo       | ITA  | 1:47,11    |
| 8     | Michael Rimmer     | GBR  | 1:47,66    |

Finale: 13. August, 15:10 Uhr

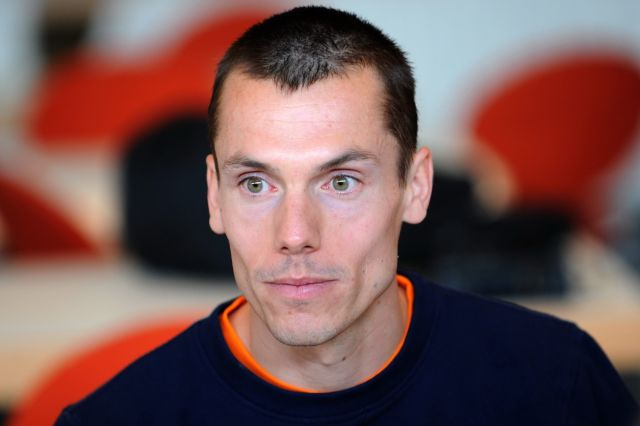
Nach einem abgelehnten Protest wurde Bram Som offiziell zum Europameister ernannt

Die Bekanntgabe des Ergebnisses verzögerte sich, weil gegen das Ergebnis wegen Rempeleien im Endspurt Protest eingelegt worden war. Dieser wurde jedoch abgewiesen. Bram Som gewann das erste Läufergold für einen Niederländer seit 1982. David Fiegen errang die erste Europameisterschaftsmedaille überhaupt für Luxemburg.

### 1500 m
| Platz | Athlet              | Land | Zeit (min) |
| ----- | ------------------- | ---- | ---------- |
| 1     | Mehdi Baala         | FRA  | 3:39,02    |
| 2     | Iwan Heschko        | UKR  | 3:39,50    |
| 3     | Juan Carlos Higuero | ESP  | 3:39,62    |
| 4     | Arturo Casado       | ESP  | 3:40,86    |
| 5     | Sergio Gallardo     | ESP  | 3:41,24    |
| 6     | Andrew Baddeley     | GBR  | 3:42,31    |
| 7     | Christian Obrist    | ITA  | 3:42,59    |
| 8     | Liam Reale          | IRL  | 3:42,65    |

Finale: 9. August, 19:20 Uhr

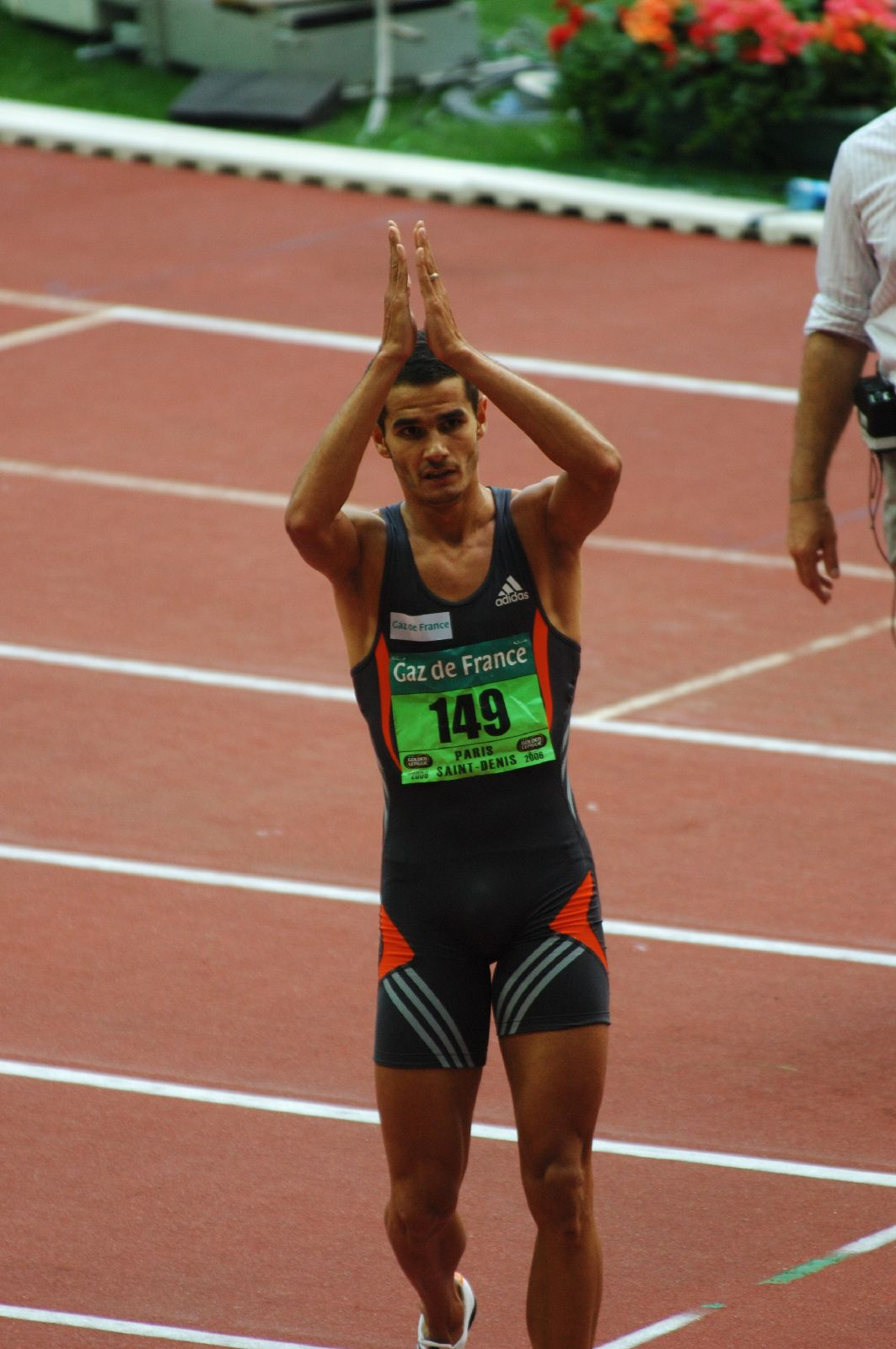
Mehdi Baala entschied den 1500-Meter-Lauf mit seinem starken Spurt für sich

Mehdi Baala konnte mit einem langgezogenen Spurt den Ukrainer Iwan Heschko und seine drei spanischen Konkurrenten bezwingen, alle anderen Finalteilnehmer hatten bereits eingangs der letzten Runde einen größeren Rückstand. Baala gelang die erfolgreiche Titelverteidigung, er hatte dieses Mal einen deutlich größeren Vorsprung im Ziel als beim Fotofinish von 2002.

### 5000 m
| Platz | Athlet              | Land | Zeit (min) |
| ----- | ------------------- | ---- | ---------- |
| 1     | Jesús España        | ESP  | 13:44,70   |
| 2     | Mohammed Farah      | GBR  | 13:44,79   |
| 3     | Juan Carlos Higuero | ESP  | 13:46,48   |
| 4     | Halil Akkaş         | TUR  | 13:46,53   |
| 5     | Khalid Zoubaa       | FRA  | 13:55,09   |
| 6     | Henrik Skoog        | SWE  | 13:56,34   |
| 7     | Pablo Villalobos    | ESP  | 13:58,25   |
| 8     | Gert-Jan Liefers    | NED  | 13:58,70   |

Finale: 13. August, 16:40 Uhr

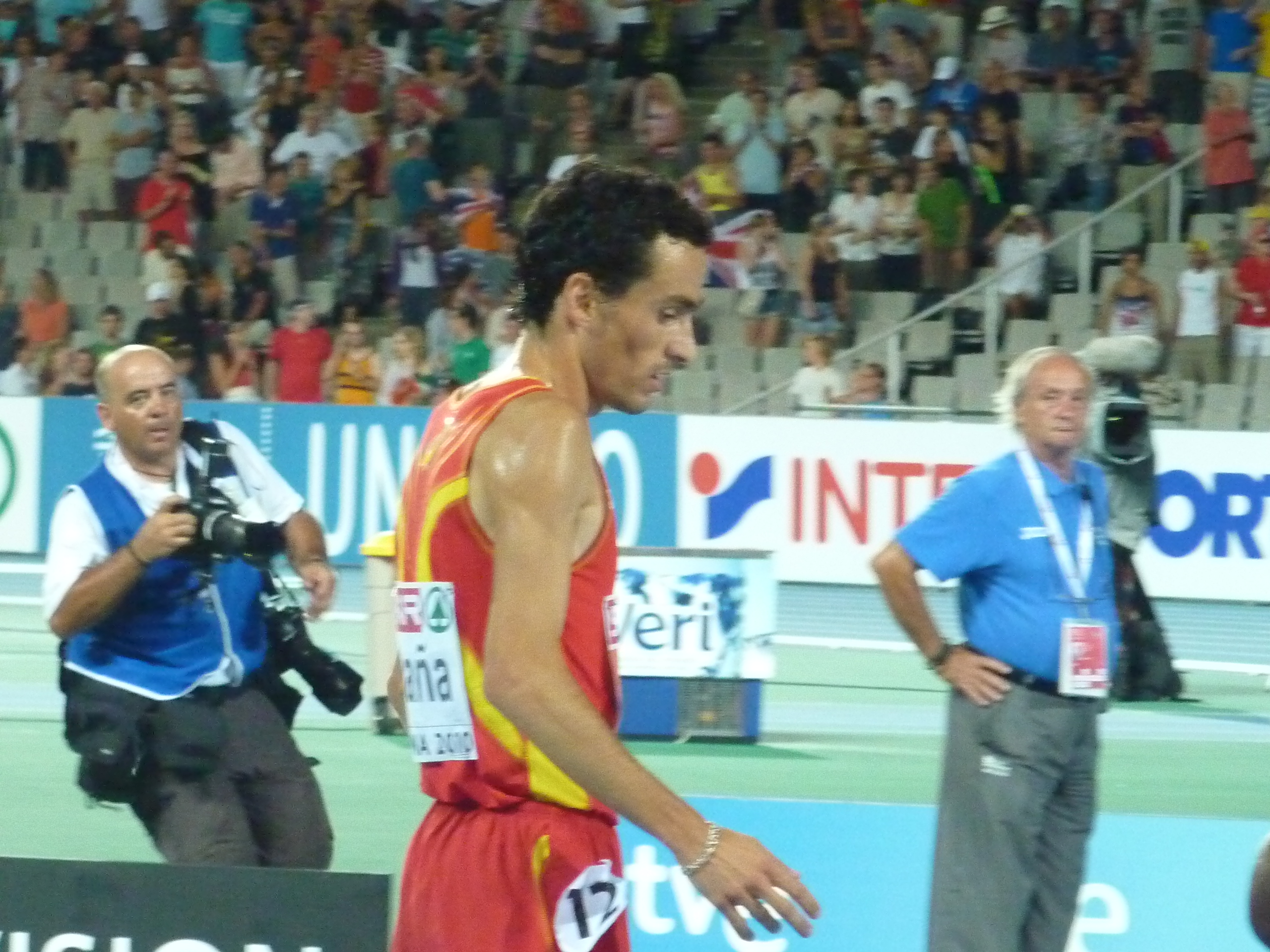
Europameister Jesús España

Im Endlauf stand kein Läufer aus dem Finale der Europameisterschaften 2002. Wie in allen Laufentscheidungen bei den Männern von 800 Meter an aufwärts kam es auch im letzten Rennen vor dem Staffelfinale nach verhaltenem Anfangstempo zu einem Spurtentscheid. Im Gegensatz zu den anderen Rennen gewann einer der favorisierten Spanier, nachdem der Mitfavorit Alistair Ian Cragg aus Irland verletzt ausgestiegen war.

### 10.000 m
| Platz | Athlet                 | Land | Zeit (min) |
| ----- | ---------------------- | ---- | ---------- |
| 1     | Jan Fitschen           | GER  | 28:10,94   |
| 2     | José Manuel Martínez   | ESP  | 28:12,06   |
| 3     | Juan Carlos de la Ossa | ESP  | 28:13,73   |
| 4     | Christian Belz         | SUI  | 28:16,93   |
| 5     | Serhij Lebid           | UKR  | 28:19,14   |
| 6     | Dmitri Maximow         | RUS  | 28:20,43   |
| 7     | André Pollmächer       | GER  | 28:22,56   |
| 8     | Driss El Himer         | FRA  | 28:30,09   |

Datum: 8. August, 20:20 Uhr

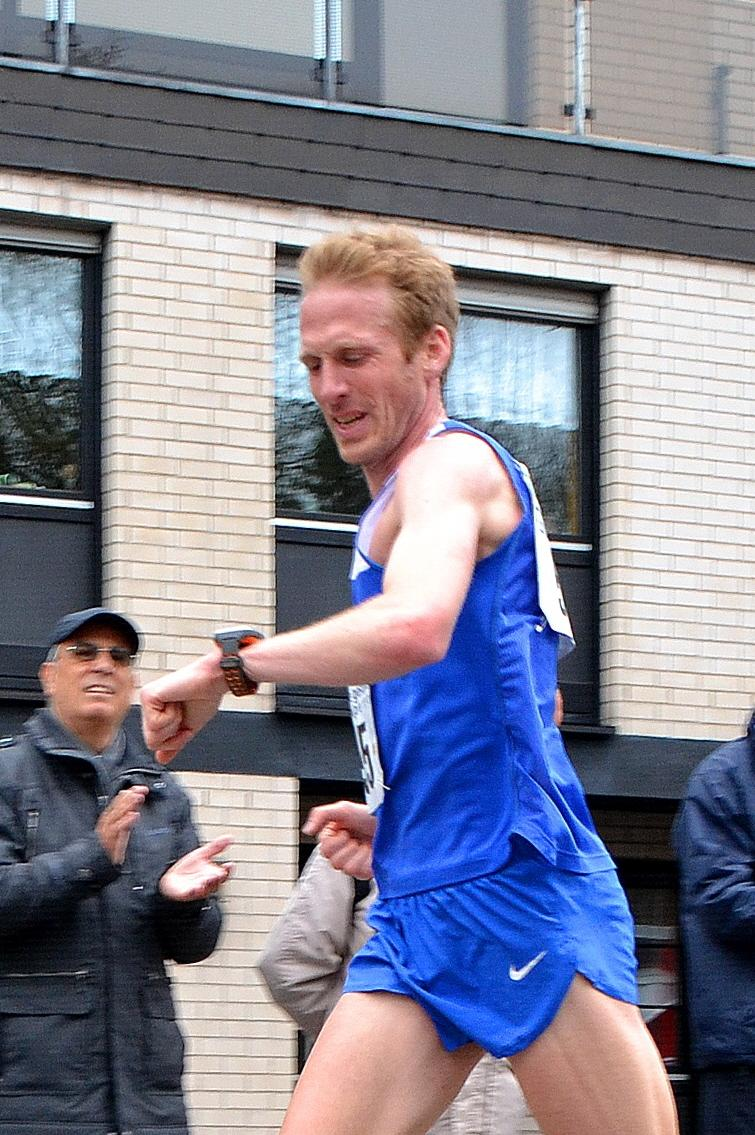
Jan Fitschen siegte überraschend über 10.000 Meter

Der deutsche 10.000-Meter-Läufer Jan Fitschen wurde überraschenderweise Europameister und verwies die favorisierten Spanier José Manuel Martínez und Juan Carlos de la Ossa auf die Plätze zwei und drei. Der Schweizer Christian Belz belegte den vierten Platz. Fitschen übertraf als deutscher Läufer damit sogar Dieter Baumann, der bei den letzten Europameisterschaften in München 2002 sowie in Budapest 1998 jeweils Zweiter auf dieser längsten Bahnstrecke geworden war.

### Marathon
| Platz | Athlet               | Land | Zeit (h) |
| ----- | -------------------- | ---- | -------- |
| 1     | Stefano Baldini      | ITA  | 2:11:31  |
| 2     | Viktor Röthlin       | SUI  | 2:11:49  |
| 3     | Julio Rey            | ESP  | 2:12:36  |
| 4     | Luc Krotwaar         | NED  | 2:12:44  |
| 5     | Francesco Ingargiolo | ITA  | 2:13:04  |
| 6     | Dmitri Semjonow      | RUS  | 2:13:09  |
| 7     | Janne Holmén         | FIN  | 2:13:10  |
| 8     | Alberto Chaíça       | POR  | 2:13:14  |

Datum: 13. August, 12:10 Uhr
Aus einer Tempoverschärfung nach Kilometer dreißig entstand eine Vierergruppe bestehend aus den Italienern Stefano Baldini und Francesco Ingargiolo sowie dem Schweizer Viktor Röthlin und dem Spanier Julio Rey. Auch Titelverteidiger Janne Holmén aus Finnland konnte nicht mehr folgen. Bis Kilometer 35 wurden Ingargiolo und Rey ebenfalls abgehängt, von hinten schloss der Niederländer Luc Krotwaar zu diesen beiden auf. Baldini und Röthlin blieben bis Kilometer vierzig zusammen. Schließlich distanzierte der Italiener den Schweizer mit einer Tempoverschärfung. Um die Bronzemedaille entstand ein Zweikampf zwischen Rey und Krotwaar, den der Spanier für sich entschied.

#### Marathon-Cup
| Platz | Land           | Athleten                                            | Zeit (h) |
| ----- | -------------- | --------------------------------------------------- | -------- |
| 1     | Italien        | Stefano Baldini Francesco Ingargiola Danilo Goffi   | 6:39:21  |
| 2     | Portugal       | Alberto Chaíça Luís Jesús Hélder Ornelas            | 6:43:32  |
| 3     | Niederlande    | Luc Krotwaar Kamiel Maase Sander Schutgens          | 6:43:41  |
| 4     | Russland       | Dmitri Semjonow Dmitri Burmakin Grigori Andrejew    | 6:45:18  |
| 5     | Großbritannien | Dan Robinson Huw Lobb Tomas Abyu                    | 6:54:08  |
| 6     | Israel         | Ayele Setegne Asaf Bimro Wodage Zvadya              | 7:01:36  |
| 7     | Finnland       | Janne Holmén Francis Kirwa Jaakko Kero              | 7:02:00  |
| 8     | Schweden       | Said Regraugui Kristoffer Österlund Kristian Algers | 7:13:26  |

Datum: 13. August, 12:10 Uhr
Im Marathonlauf gab es zusätzlich auch eine Teamwertung, für die die Zeiten der drei besten Läufer je Nation addiert wurden. Die Wertung zählte allerdings nicht zum offiziellen Medaillenspiegel.

### 110 m Hürden
| Platz | Athlet             | Land | Zeit (s) |
| ----- | ------------------ | ---- | -------- |
| 1     | Staņislavs Olijars | LAT  | 13,24    |
| 2     | Thomas Blaschek    | GER  | 13,46    |
| 3     | Andrew Turner      | GBR  | 13,52    |
| 4     | Igor Peremota      | RUS  | 13,55    |
| 5     | Robert Kronberg    | SWE  | 13,57    |
| 6     | Jens Werrmann      | GER  | 13,73    |
| 7     | Dániel Kiss        | HUN  | 13,77    |
| 8     | Serhij Demydjuk    | UKR  | 13,96    |

Finale: 12. August, 17:40 Uhr
Wind: −1,0 m/s

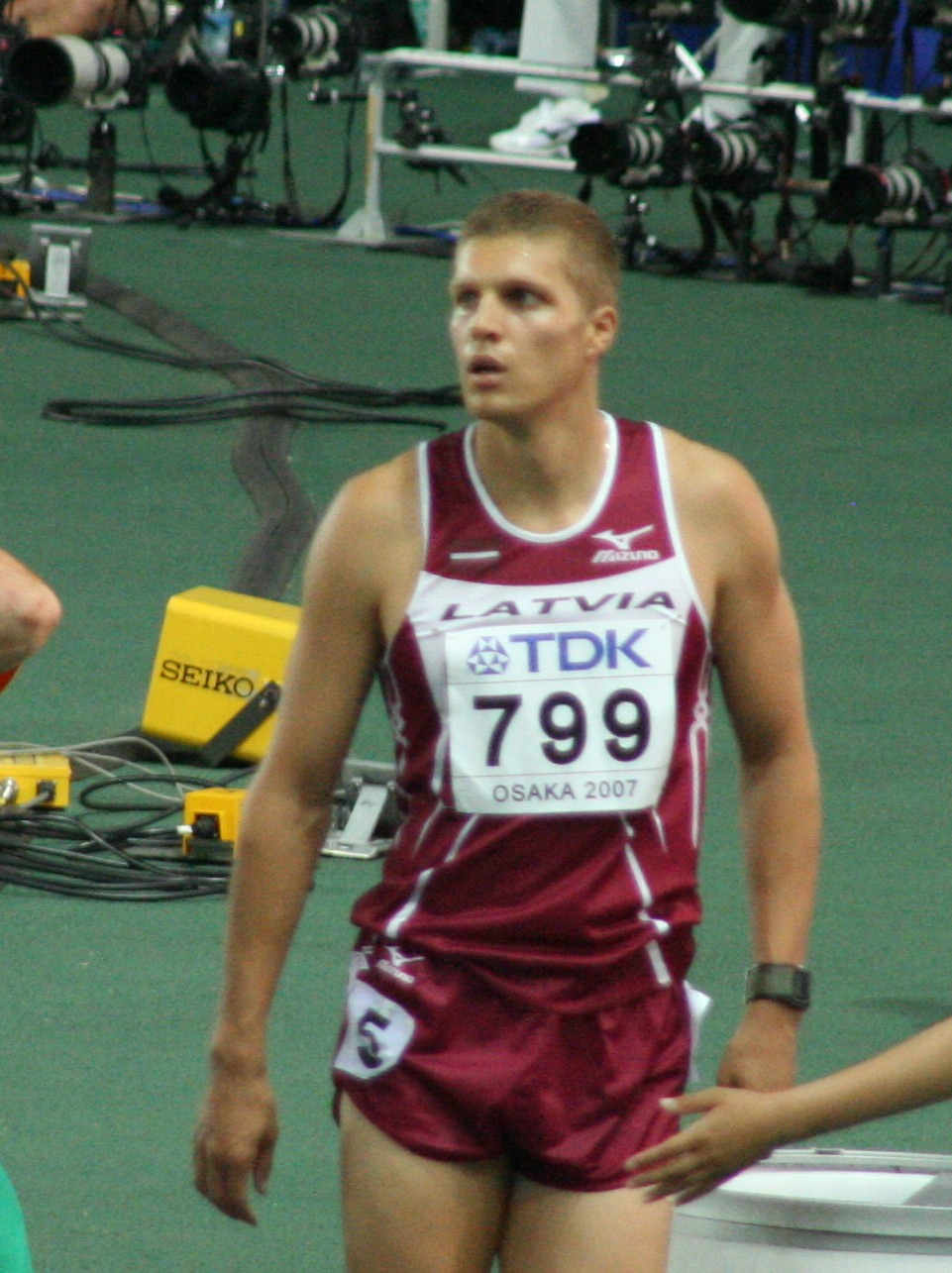
Europameister wurde Staņislavs Olijars, Silbermedaillengewinner von 2002

Bei den ersten Europameisterschaften 1934 war der lettische Geher Jānis Daliņš Europameister geworden. Staņislavs Olijars Goldmedaille war nach 72 Jahren das zweite Gold für Lettland bei Europameisterschaften. Olijars wurde durch seinen Sieg außerdem Nachfolger des vierfachen Europameisters Colin Jackson. Das Finale wurde bei einem Gegenwind von 1,0 m/s ausgetragen. Für den erst 21-jährigen Deutschen Jens Werrmann war der Einzug in diesen Endlauf bereits ein Erfolg, nachdem er im Vorlauf mit 13,60 s persönliche Bestzeit gelaufen war und im Halbfinale diese Zeit hatte wiederholen können.

### 400 m Hürden
| Platz | Athlet               | Land | Zeit (s) |
| ----- | -------------------- | ---- | -------- |
| 1     | Periklís Iakovákis   | GRE  | 48,46    |
| 2     | Marek Plawgo         | POL  | 48,71    |
| 3     | Rhys Williams        | GBR  | 49,12    |
| 4     | Naman Keïta          | FRA  | 49,13    |
| 5     | Sébastien Maillard   | FRA  | 49,54    |
| 6     | Gianni Carabelli     | ITA  | 49,60    |
| 7     | Minás Alozídis       | GRE  | 49,61    |
| 8     | Alexander Derewjagin | RUS  | 50,31    |

Finale: 9. August, 20:10 Uhr

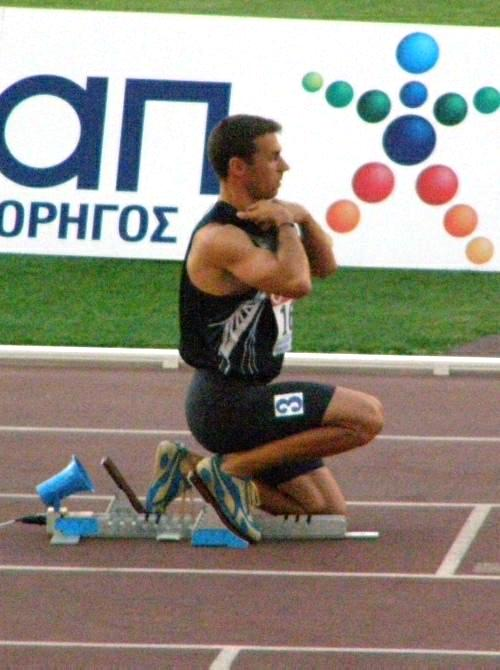
Nach WM-Bronze 2003 errang Periklís Iakovákis EM-Gold

Das Ergebnis dieses Rennens wies keine Überraschungen auf, Periklis Iakovákis hatte im Vorfeld die beste Zeit vorgelegt, Marek Plawgo und Naman Keïta gehörten wegen ihrer Erfahrung und ihren Vorleistungen zu den Mitfavoriten, Rhys Williams hatte von den Commonwealth Games eine schnelle Bestzeit mitgebracht. Der Rennverlauf bot hingegen durchaus eine Überraschung, denn nach der letzten Hürde lag Williams noch deutlich zurück. Trotzdem konnte er den sowohl als Hürdenläufer als auch als Staffelläufer erfahrenen Keïta im Auslauf noch ganz knapp überholen.

### 3000 m Hindernis
| Platz | Athlet                | Land | Zeit (min) |
| ----- | --------------------- | ---- | ---------- |
| 1     | Jukka Keskisalo       | FIN  | 8:24,89    |
| 2     | José Luis Blanco      | ESP  | 8:26,22    |
| 3     | Bouabdellah Tahri     | FRA  | 8:27,15    |
| 4     | Mustafa Mohamed       | SWE  | 8:27,79    |
| 5     | Antonio David Jiménez | ESP  | 8:28,78    |
| 6     | Radosław Popławski    | POL  | 8:29,33    |
| 7     | Günther Weidlinger    | AUT  | 8:29,54    |
| 8     | César Pérez           | ESP  | 8:30,40    |

Finale: 11. August, 19:25 Uhr

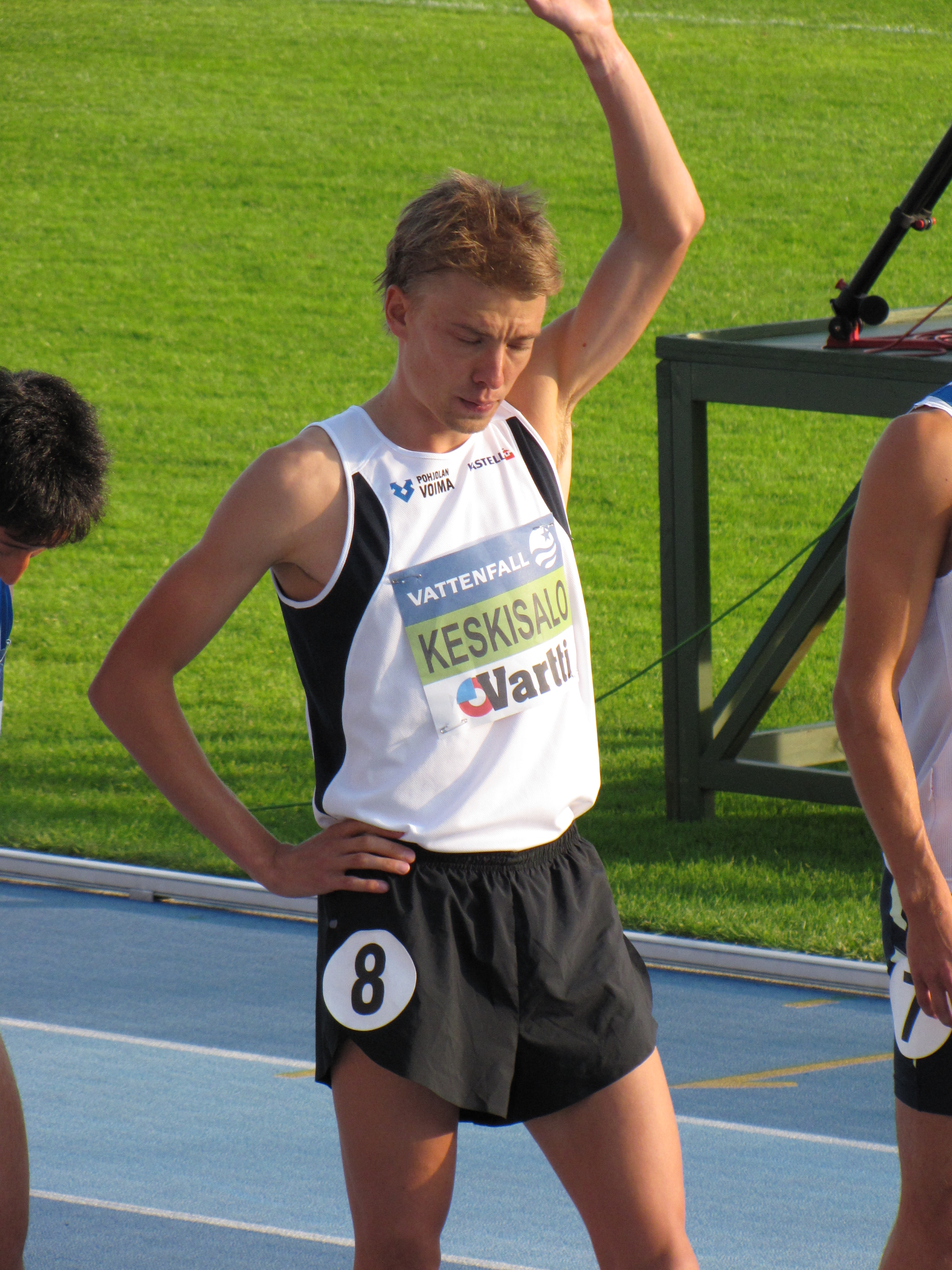
Jukka Keskisalo siegte über 3000 Meter Hindernis

Der Europarekordler Simon Vroemen trat wegen einer Magenverstimmung nicht zum Finale an. Die Spanier um den Titelverteidiger Antonio David Jiménez verschleppten das Tempo, um den vermeintlich Schnellsten im Feld, den Franzosen Bouabdellah Tahri, im Spurt zu bezwingen. Wie schon im 10.000-Meter-Lauf führte diese Taktik dazu, dass ein Außenseiter mit großer Spurtkraft das Rennen für sich entschied. Jukka Keskisalo wurde der erste finnische Europameister in dieser Disziplin, denn bei den ersten Europameisterschaften 1934 war dieser Wettbewerb noch nicht ausgetragen worden. Dort wäre der zweifache finnische Olympiasieger Volmari Iso-Hollo als hoher Favorit an den Start gegangen, aber der Hindernislauf wurde erst bei den zweiten Europameisterschaften 1938 ins Programm aufgenommen. Da war Iso-Hollos große Zeit vorbei.

### 4 × 100 m Staffel
| Platz | Land           | Athleten | Zeit (s) |
| ----- | -------------- | --- | -------- |
| 1     | Großbritannien | Dwain Chambers Darren Campbell Marlon Devonish Mark Lewis-Francis                                                                          | 38,91    |
| 2     | Polen          | Przemysław Rogowski Łukasz Chyła Marcin Jędrusiński Dariusz Kuć                                                                            | 39,05    |
| 3     | Frankreich     | Oudéré Kankarafou Ronald Pognon Fabrice Calligny David Alerte                                                                              | 39,07    |
| 4     | Russland       | Maxim Mokroussow (Finale) Michail Jegorischew Roman Smirnow Alexander Smirnow (Finale) im Vorlauf außerdem: Iwan Tjoplych Andrei Jepischin | 39,29    |
| 5     | Deutschland    | Alexander Kosenkow Marius Broening Sebastian Ernst Ronny Ostwald                                                                           | 39,38    |
| 6     | Italien        | Luca Verdecchia Stefano Anceschi Massimiliano Donati Francesco Scuderi                                                                     | 39,42    |
| 7     | Ukraine        | Roman Bublyk Kostjantyn Wassjukow Anatolij Dowhal Dmytro Hluschtschenko                                                                    | 39,54    |
| 8     | Niederlande    | Timothy Beck Caimin Douglas Guus Hoogmoed Patrick van Luijk                                                                                | 39,64    |

Finale: 13. August, 15:30 Uhr

### 4 × 400 m Staffel
| Platz | Land           | Athleten | Zeit (min) |
| ----- | -------------- | --- | ---------- |
| 1     | Frankreich     | Leslie Djhone (Finale) Ydrissa M’Barke Naman Keïta Marc Raquil (Finale) im Vorlauf außerdem: Brice Panel Abderrahim El Haouzy | 3:01,10    |
| 2     | Großbritannien | Robert Tobin Rhys Williams Graham Hedman Timothy Benjamin                                                                     | 3:01,63    |
| 3     | Polen          | Daniel Dąbrowski Piotr Kędzia Piotr Rysiukiewicz Rafał Wieruszewski (Finale) im Vorlauf außerdem: Marcin Marciniszyn          | 3:01,73    |
| 4     | Deutschland    | Kamghe Gaba Florian Seitz Ruwen Faller Bastian Swillims                                                                       | 3:02,83    |
| 5     | Ukraine        | Olexij Ratschkowskyj Andrij Twerdostup Witalij Dubonossow Jewhen Sjukow                                                       | 3:04,33    |
| 6     | Rumänien       | Vasile Boboş Florin Suciu Cătălin Câmpeanu Ioan Vieru                                                                         | 3:04,53    |
| 7     | Russland       | Konstantin Swetschkar Jewgeni Lebedew Alexander Larin Wladislaw Frolow (Finale) im Vorlauf außerdem: Iwan Busolin             | 3:04,73    |
| 8     | Spanien        | David Melo David Testa Salvador Rodríguez Santiago Ezquerro                                                                   | 3:04,98    |

Finale: 13. August, 17:10 Uhr
Leslie Djhone und Naman Keïta gehörten bereits 2002 zur damaligen französischen Bronzestaffel. Marc Raquil wurde mit Djhone und Naman Keïta im Jahr darauf Staffelweltmeister. Raquil und Djhone hatten hier in Göteborg Einzelmedaillen im 400-Meter-Lauf gewonnen. Angesichts dieser Ausgangssituation war die größte Überraschung, dass der Sieg für die Franzosen nicht deutlicher ausfiel. Raquil lieferte sich mit dem Polen Rafał Wieruszewski auf fast der gesamten Schlussrunde ein packendes Duell, ehe der Franzose sich auf der Zielgeraden lösen konnte. Kurz vor dem Ziel zog dann auch noch Timothy Benjamin am Polen vorbei. Dessen Landsmann Piotr Rysiukiewicz stand bereits zum vierten Mal im Staffelfinale von Europameisterschaften. Nach Silber 1998 konnte er nun seine zweite Medaille gewinnen.

### 20 km Gehen
| Platz | Athlet                     | Land | Zeit (h)   |
| ----- | -------------------------- | ---- | ---------- |
| 1     | Francisco Javier Fernández | ESP  | 1:19:09000 |
| 2     | Waleri Bortschin           | RUS  | 1:20:00000 |
| 3     | João Vieira                | POR  | 1:20:09 NR |
| 4     | Wiktor Burajew             | RUS  | 1:20:12000 |
| 5     | Sergei Bakulin             | RUS  | 1:20:50000 |
| 6     | Matej Tóth                 | SVK  | 1:21:39000 |
| 7     | Erik Tysse                 | NOR  | 1:22:13000 |
| 8     | Giorgio Rubino             | ITA  | 1:22:34000 |

Datum: 8. August, 17:15 Uhr

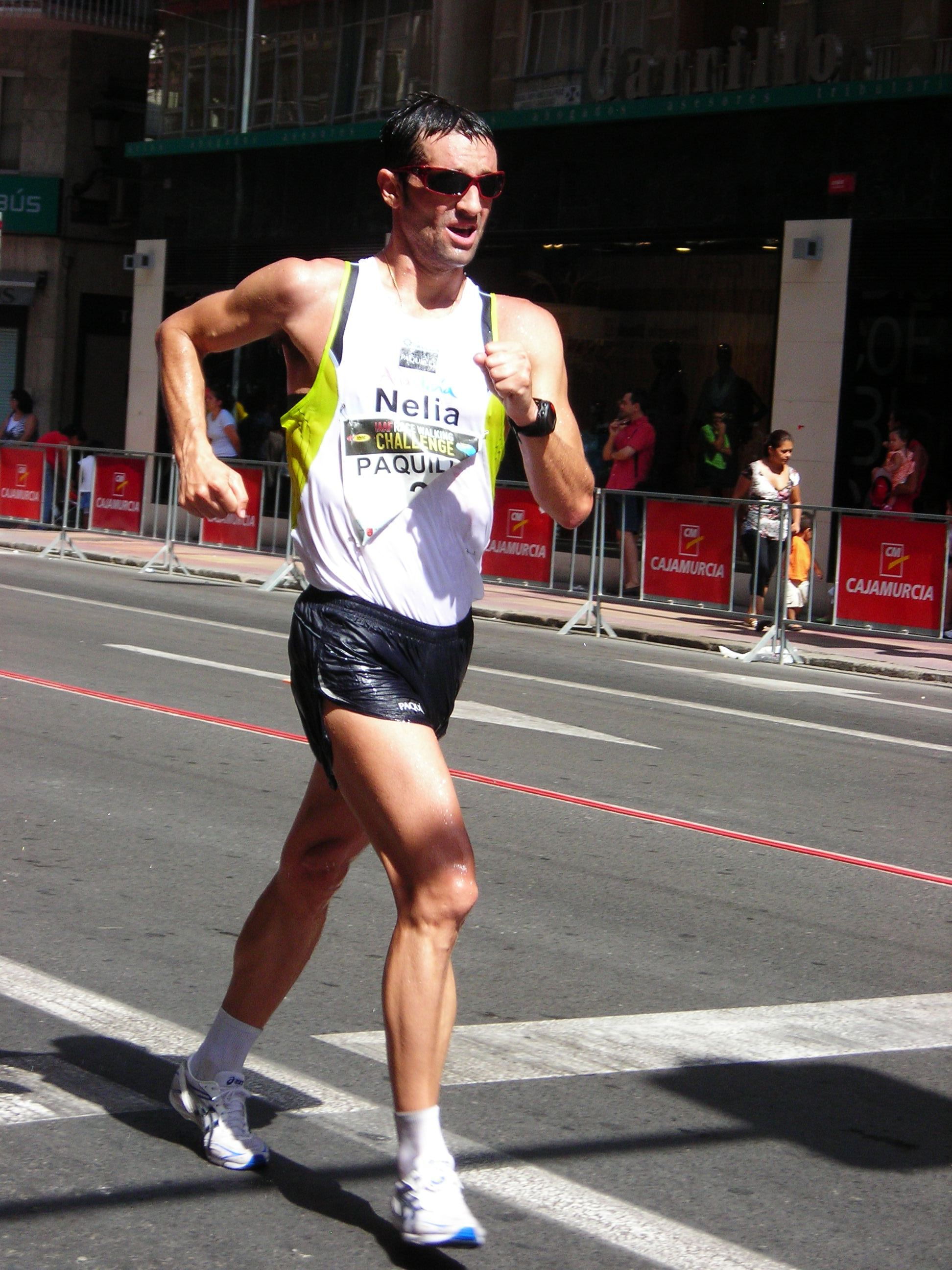
Francisco Javier Fernández siegte mit starker Leistung

Titelverteidiger Francisco Javier Fernández setzte sich früh vom restlichen Feld ab und marschierte souverän zum erneuten Gewinn. Die Verfolgergruppe bestand lange nur aus den drei teilnehmenden Russen, aber der Portugiese João Vieira konnte zu dieser Gruppe aufschließen und gewann Bronze mit neuem Landesrekord.

### 50 km Gehen
| Platz | Athlet             | Land | Zeit (h) |
| ----- | ------------------ | ---- | -------- |
| 1     | Yohann Diniz       | FRA  | 3:41:39  |
| 2     | Jesús Ángel García | ESP  | 3:42:48  |
| 3     | Juri Andronow      | RUS  | 3:43:26  |
| 4     | Trond Nymark       | NOR  | 3:44:17  |
| 5     | Mikel Odriozola    | ESP  | 3:46:34  |
| 6     | Roman Magdziarczyk | POL  | 3:47:37  |
| 7     | Marco De Luca      | ITA  | 3:48:08  |
| 8     | Peter Korčok       | SVK  | 3:51:16  |

Datum: 10. August, 9:40 Uhr

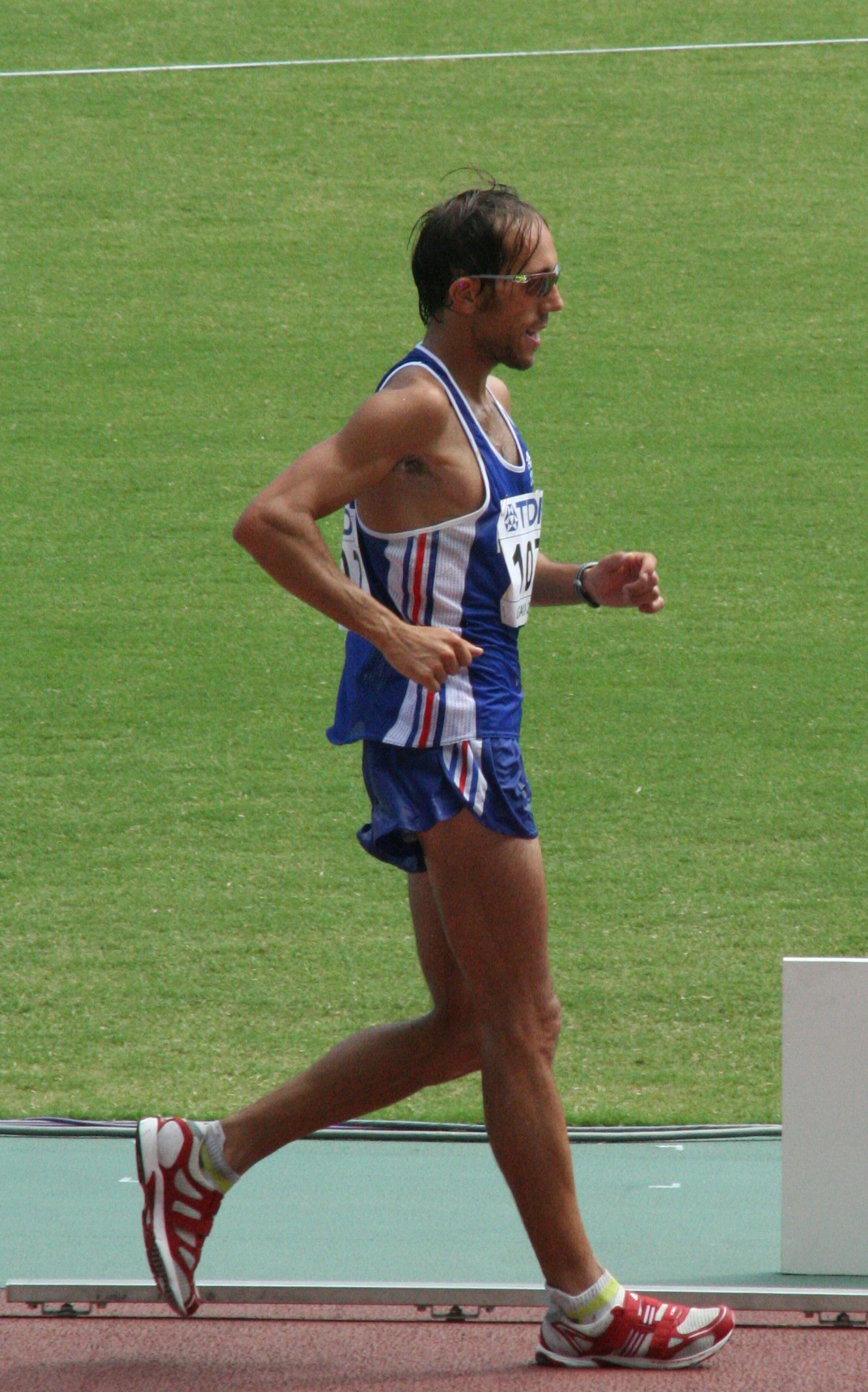
Yohann Diniz errang seinen ersten von drei EM-Titeln

Der Norweger Trond Nymark legte ein schnelles Tempo vor und das Feld teilte sich rasch auf. Bis wenige Kilometer vor dem Ziel lag Nymark in Führung, wurde dann aber nacheinander von den drei Medaillengewinnern überholt. Yohann Diniz sorgte mit seinem Sieg für die erste Goldmedaille eines französischen Gehers überhaupt.

### Hochsprung
| Platz | Athlet           | Land | Höhe (m) |
| ----- | ---------------- | ---- | -------- |
| 1     | Andrei Silnow    | RUS  | 2,36 CR  |
| 2     | Tomáš Janků      | CZE  | 2,34000  |
| 3     | Stefan Holm      | SWE  | 2,34000  |
| 4     | Linus Thörnblad  | SWE  | 2,34000  |
| 5     | Jaroslaw Rybakow | RUS  | 2,30000  |
| 6     | Niki Palli       | ISR  | 2,27000  |
| 6     | Nicola Ciotti    | ITA  | 2,27000  |
| 6     | Svatoslav Ton    | CZE  | 2,27000  |

Finale: 9. August, 18:10 Uhr

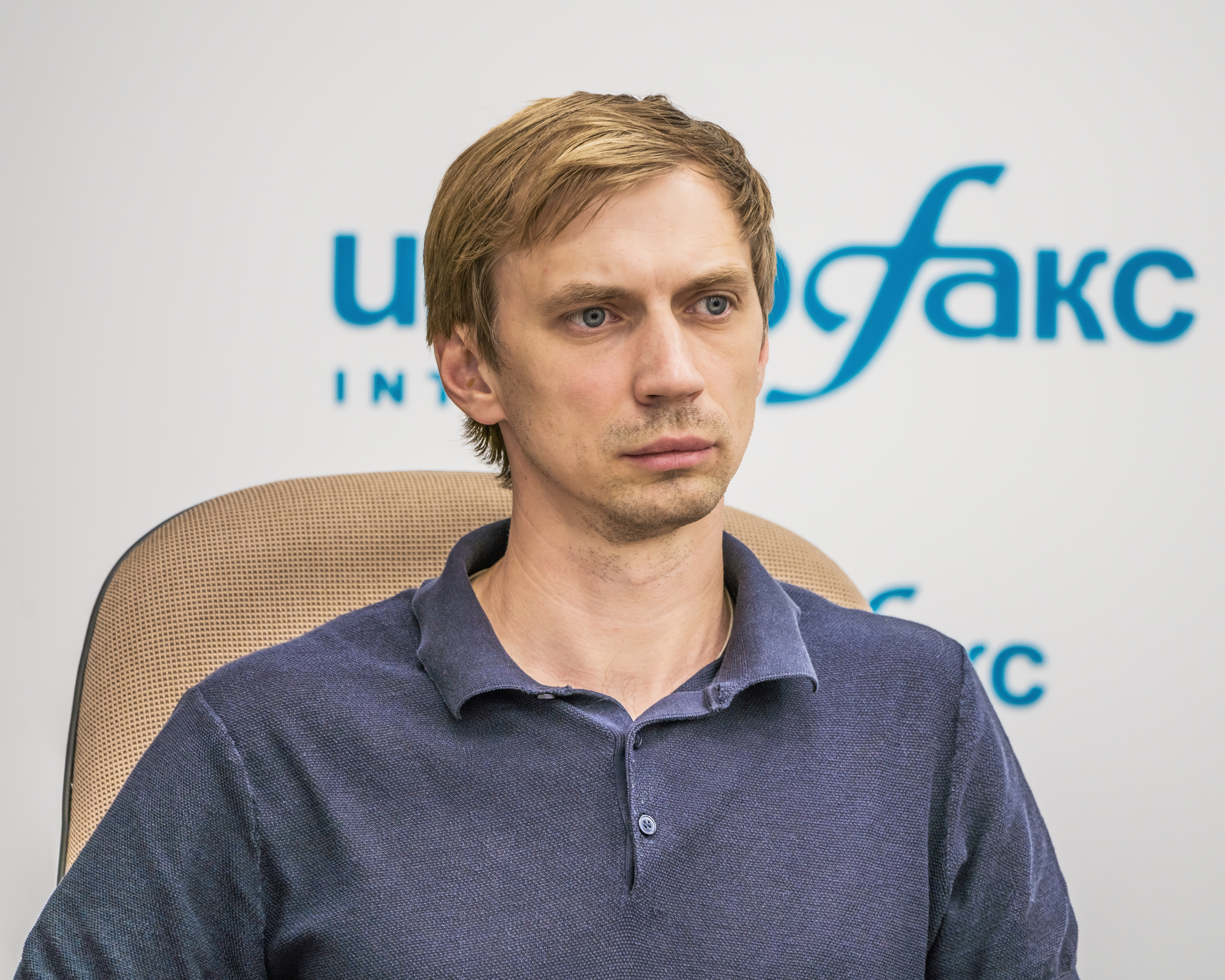
Europameister Andrei Silnow

Der aktuelle Olympiasieger Stefan Holm war vor heimischem Publikum klar favorisiert. In einem spannenden Finale hatte der junge Andrei Silnow jedoch die beste Tagesform und meisterte jede Höhe im ersten Versuch. Die eigentliche Überraschung war die Silbermedaille für den erfahrenen Tomáš Janků, mit dessen Leistung nicht zu rechnen war. Für Holm und seinen Landsmann Linus Thörnblad blieben so nur die Ränge drei und vier.

### Stabhochsprung
| Platz | Athlet                | Land | Höhe (m) |
| ----- | --------------------- | ---- | -------- |
| 1     | Alexander Awerbuch    | ISR  | 5,70     |
| 2     | Tim Lobinger          | GER  | 5,65     |
| 2     | Romain Mesnil         | FRA  | 5,65     |
| 4     | Matti Mononen         | FIN  | 5,65     |
| 5     | Przemysław Czerwiński | POL  | 5,65     |
| 6     | Oleksandr Kortschmid  | UKR  | 5,60     |
| 7     | Giuseppe Gibilisco    | ITA  | 5,50     |
| 8     | Laurens Looije        | NED  | 5,50     |
| 8     | Maksym Masuryk        | UKR  | 5,50     |

Finale: 13. August, 13:45 Uhr

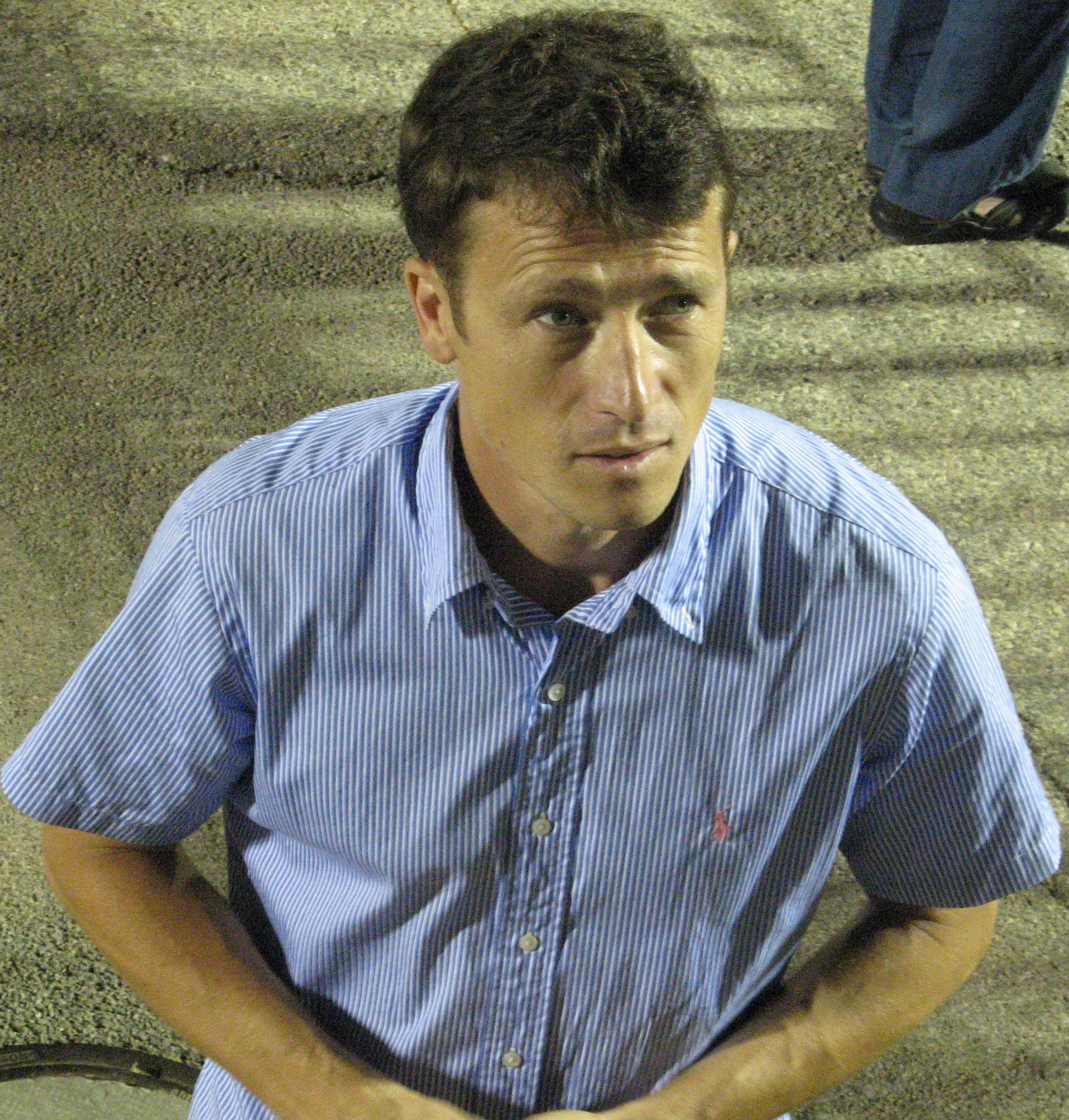
Unter widrigen Bedingungen verteidigte Alexander Awerbuch, 1999 WM-Dritter und 2001 Vizeweltmeister, seinen Titel erfolgreich

Am Finale nahmen zwanzig Springer teil, nachdem die Qualifikation wegen Regens abgebrochen worden war. Auch in diesem Finale regnete es und die großen Höhen wurden deshalb nicht erreicht. Der Israeli Alexander Awerbuch konnte seinen Titel von München 2002 erfolgreich verteidigen. Tim Lobinger gewann seine dritte Medaille bei Europameisterschaften nach Silber 1998 und Bronze 2002. Enttäuschend aus deutscher Sicht war, dass der amtierende Deutsche Meister Lars Börgeling im Finale bei seiner Anfangshöhe von 5,50 m dreimal scheiterte. Er produzierte damit einen sogenannten Salto Nullo und schied als anscheinend aussichtsreicher Medaillenkandidat vorzeitig aus.

### Weitsprung
| Platz | Athlet                 | Land | Weite (m) |
| ----- | ---------------------- | ---- | --------- |
| 1     | Andrew Howe            | ITA  | 8,2000    |
| 2     | Greg Rutherford        | GBR  | 8,1300    |
| 3     | Oleksij Lukaschewytsch | UKR  | 8,1200    |
| 4     | Wiktor Kusnjezow       | UKR  | 7,9600    |
| 5     | Kafétien Gomis         | FRA  | 7,93 w    |
| 6     | Nelson Évora           | POR  | 7,9100    |
| 7     | Ruslan Gataullin       | RUS  | 7,9100    |
| 8     | Loúis Tsátoumas        | GRE  | 7,8400    |

Finale: 8. August, 17:25 Uhr

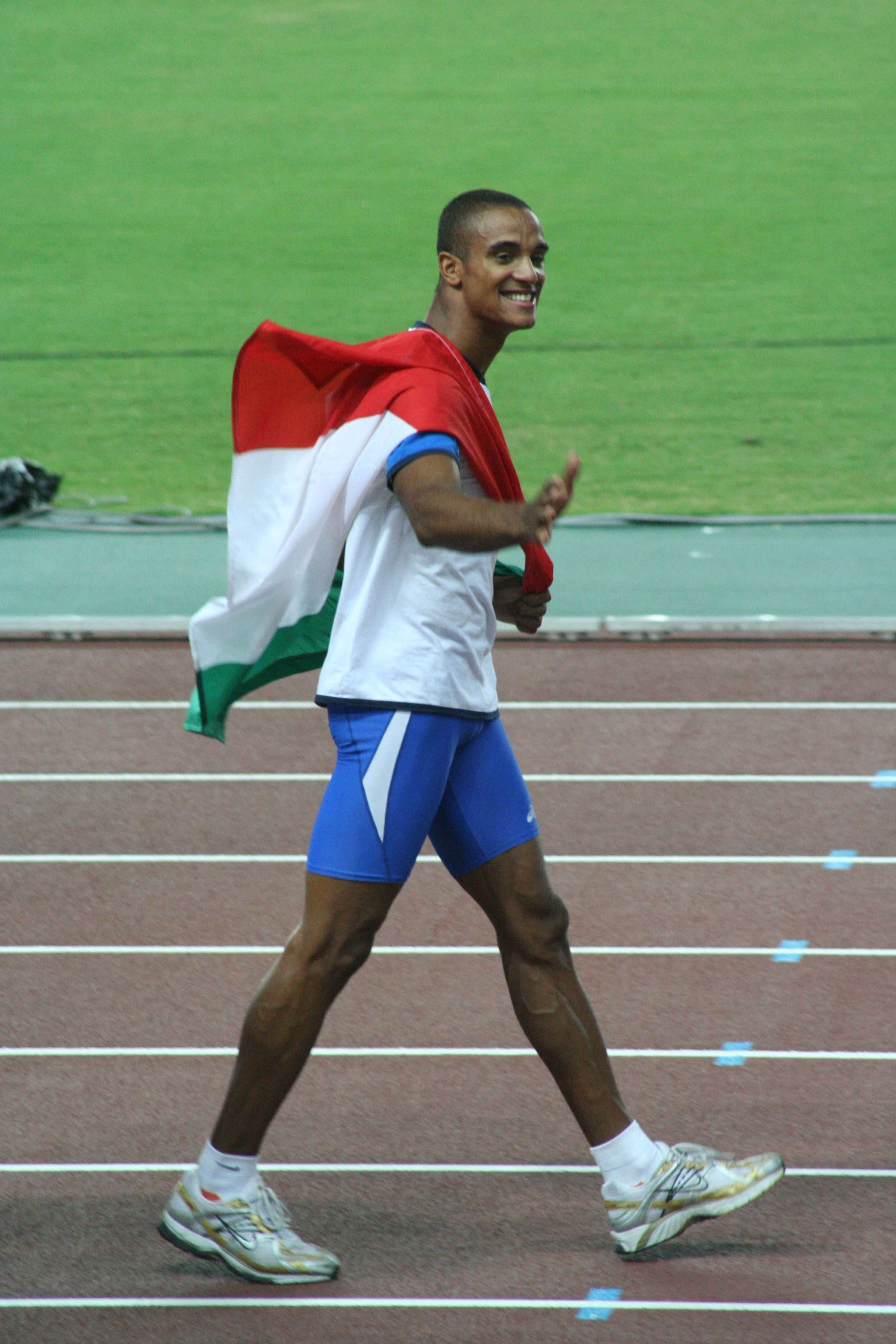
Europameister Andrew Howe – 2007 wurde er Vizeweltmeister

Andrew Howe war schon vor den Europameisterschaften allgemein favorisiert worden und überzeugte in der Qualifikation mit der besten Weite von 8,33 m. Im Finale musste er nicht seine ganzen Fähigkeiten abrufen, um vor dem jungen Briten Greg Rutherford zu gewinnen. Titelverteidiger Olexij Lukaschewytsch gewann die Bronzemedaille. Nur diese drei Springer konnten die 8-Meter-Marke übertreffen. In München 2002 war dies sogar nur zwei Springern gelungen.
Die beiden deutschen Teilnehmer Sebastian Bayer (7,66 m) und Daniel Koenig (7,36 m) waren bereits in der Qualifikation ausgeschieden.

### Dreisprung
| Platz | Athlet            | Land | Weite (m) |
| ----- | ----------------- | ---- | --------- |
| 1     | Christian Olsson  | SWE  | 17,67     |
| 2     | Nathan Douglas    | GBR  | 17,21     |
| 3     | Marian Oprea      | ROU  | 17,18     |
| 4     | Nelson Évora      | POR  | 17,07     |
| 5     | Phillips Idowu    | GBR  | 17,02     |
| 6     | Daniil Burkenja   | RUS  | 16,98     |
| 7     | Wiktor Jastrebow  | UKR  | 16,94     |
| 8     | Mykola Sawolajnen | UKR  | 16,84     |

Finale: 12. August, 15:50 Uhr

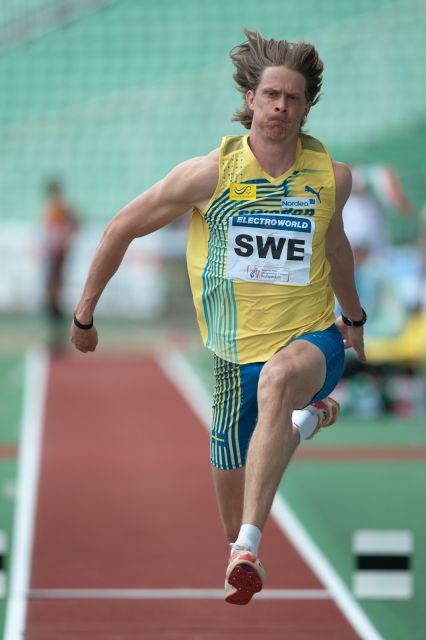
Klarer Sieg für Christian Olsson

Titelverteidiger Christian Olsson war seinen Konkurrenten deutlich überlegen. Die Siegesweite erzielte er im zweiten Durchgang. Seine Sprünge danach waren alle übergetreten. Insbesondere sein dritter Versuch wäre noch besser als die Siegesweite gewesen. Olsson gewann die dritte Goldmedaille für das Gastgeberland Schweden bei diesen Europameisterschaften.

### Kugelstoßen
| Platz | Athlet          | Land | Weite (m) |
| ----- | --------------- | ---- | --------- |
| 1     | Ralf Bartels    | GER  | 21,13     |
| 2     | Joachim Olsen   | DEN  | 21,09     |
| 3     | Rutger Smith    | NED  | 20,90     |
| 4     | Pawel Sofjin    | RUS  | 20,55     |
| 5     | Andy Dittmar    | GER  | 19,95     |
| 6     | Tomasz Majewski | POL  | 19,85     |
| 7     | Manuel Martínez | ESP  | 19,68     |
| 8     | Pawel Lyschyn   | BLR  | 19,51     |

Finale: 7. August, 18:45 Uhr

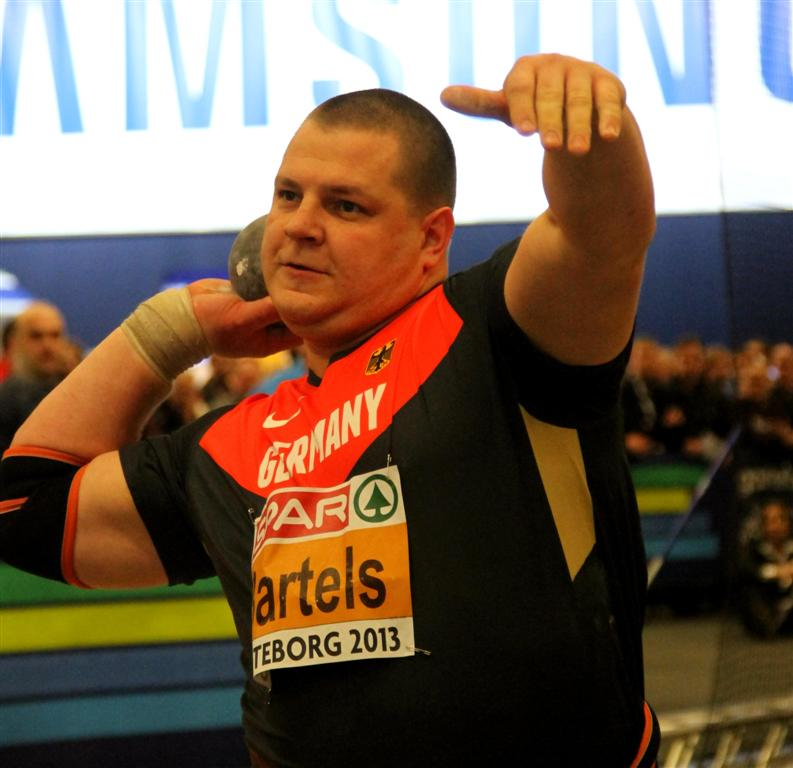
Ralf Bartels – Europameister mit seinem letzten Stoß

Nach einer konstanten Serie, in der alle fünf Versuche gültig und über zwanzig Meter lagen, konnte Ralf Bartels im sechsten Versuch seine bis dahin in diesem Wettbewerb beste Leistung von 20,57 m auf 21,13 m steigern und sich vom vierten auf den ersten Platz verbessern. Die Silbermedaille errang der Däne Joachim Olsen mit einer Weite von 21,09 m. Bronze ging an den Niederländer Rutger Smith. Der zweite deutsche Athlet Andy Dittmar belegte den fünften Platz.
In diesem Wettbewerb kam es zu drei Dopingfällen:
- Wegen immer wieder auftretender Dopingvergehen wurden alle Ergebnisse des Belarussen Andrej Michnewitsch – hier ein zweiter Platz – seit August 2005 annulliert.[1]
- Der Ukrainer Jurij Bilonoh war zunächst Sechster. Er wurde für den Zeitraum 18. August 2004 bis 17. August 2006 gesperrt. Alle Ergebnisse inklusive des Olympiasiegs und dem EM-Resultat wurden gestrichen.[2]
- Der dritte Dopingsünder war der Finne Ville Tiisanoja, der ursprünglich Rang elf belegt hatte. Er gab die Einnahme von Testosteron zu, wurde für zwei Jahre gesperrt und mit einer Strafe von 50.000 Euro belegt.[3]

Im Resultat rückten die anderen Teilnehmer um jeweils entsprechende Ränge nach vorn.

### Diskuswurf
| Platz | Athlet             | Land | Weite (m) |
| ----- | ------------------ | ---- | --------- |
| 1     | Virgilijus Alekna  | LTU  | 68,67     |
| 2     | Gerd Kanter        | EST  | 68,03     |
| 3     | Aleksander Tammert | EST  | 66,14     |
| 4     | Mario Pestano      | ESP  | 64,84     |
| 5     | Michael Möllenbeck | GER  | 64,82     |
| 6     | Piotr Małachowski  | POL  | 64,57     |
| 7     | Rutger Smith       | NED  | 64,46     |
| 8     | Lars Riedel        | GER  | 64,11     |

Finale: 12. August, 16:30 Uhr

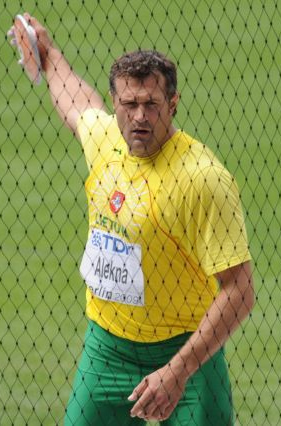
Virgilijus Alekna, weltbester Diskuswerfer der letzten Jahre, wurde Europameister

Nach Bronze 1998 und Silber 2002 gewann Virgilijus Alekna 2006 endlich die erste Goldmedaille für Litauen bei Europameisterschaften überhaupt. Die beiden Esten Gerd Kanter und Aleksander Tammert auf den weiteren Medaillenrängen und der lettische Hürdenlaufeuropameister Staņislavs Olijars im machten den vorletzten Tag der Europameisterschaften 2006 zum Tag der Balten.
Der elftplatzierte Ungar Roland Varga wurde 2007 aufgrund einer Probe vom 22. Juli 2006 des Verstoßes gegen die Dopingbestimmungen überführt. Er erhielt einer Sperre von zwei Jahren, seine Ergebnisse seit der Probenentnahme wurden annulliert.

### Hammerwurf

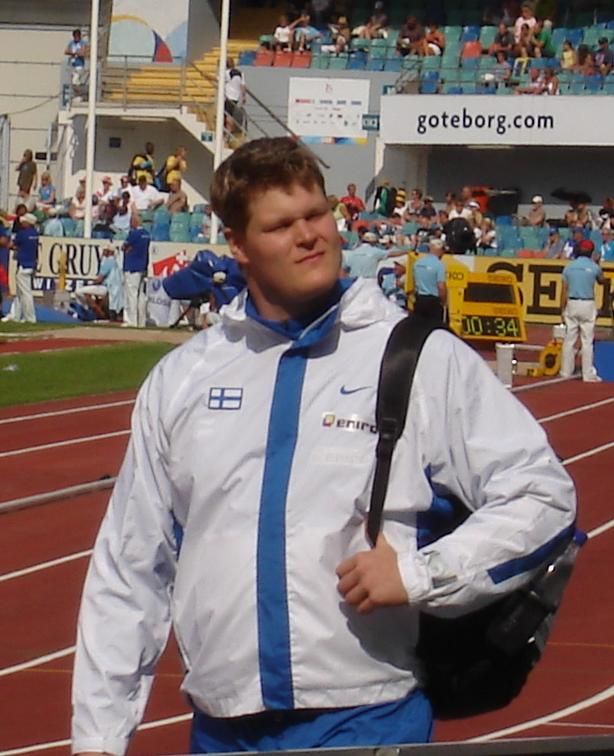
Olli-Pekka Karjalainen – Europameister im Hammerwurf

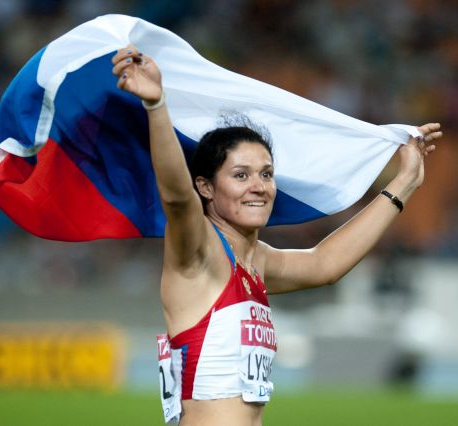
Nach ihrem Weltrekord im Juni nun Europameisterin: Tatjana Lyssenko – später mehrfach dopingbedingt bestraft

| Platz | Athlet                 | Land | Weite (m) |
| ----- | ---------------------- | ---- | --------- |
| 1     | Olli-Pekka Karjalainen | FIN  | 80,84     |
| 2     | Wadsim Dsewjatouski    | BLR  | 80,76     |
| 3     | Markus Esser           | GER  | 79,19     |
| 4     | Szymon Ziółkowski      | POL  | 78,79     |
| 5     | Krisztián Pars         | HUN  | 78,34     |
| 6     | Primož Kozmus          | SLO  | 78,18     |
| 7     | Karsten Kobs           | GER  | 77,93     |
| 8     | Nicola Vizzoni         | ITA  | 76,55     |

Finale: 12. August, 13:45 Uhr (witterungsbedingt verschoben vom 11. August)
Nachdem der Wettkampf wegen auftretender Regenschauer und der dadurch bedingten Verzögerungen im Zehnkampf um einen Tag verschoben worden war, begann es pünktlich zu Beginn des Finales wieder zu regnen. Dadurch waren die Bedingungen schwierig, die Zahl der Fehlversuche in diesem Finale stieg.
Zwei belarussische Werfer wurden des Dopings überführt und disqualifiziert:
- 2014 wurde der bereits mehrfach wegen Dopings überführte Iwan Zichan, zunächst Erster, aufgrund erneuten Dopingvergehens nachträglich disqualifiziert. Alle seine Resultate zwischen dem 22. August 2004 und dem 21 August 2006 wurden annulliert.[5]
- Andrei Varantsou, zunächst Letzter im Finale, wurde erstmals 2005 positiv getestet und erhielt als Mehrfachtäter nach zahlreichen Verstößen gegen die Dopingbestimmungen 2013 eine lebenslange Sperre. Viele seiner erzielten Resultate, darunter das Ergebnis dieser Europameisterschaften, wurden gestrichen.[6]

### Speerwurf
| Platz | Athlet              | Land | Weite (m) |
| ----- | ------------------- | ---- | --------- |
| 1     | Andreas Thorkildsen | NOR  | 88,78000  |
| 2     | Tero Pitkämäki      | FIN  | 86,44000  |
| 3     | Jan Železný         | CZE  | 85,92000  |
| 4     | Vadims Vasiļevskis  | LAT  | 83,21000  |
| 5     | Ainārs Kovals       | LAT  | 81,65000  |
| 6     | Peter Esenwein      | GER  | 81,11000  |
| 7     | Stefan Müller       | SUI  | 80,87 NR  |
| 8     | Alexander Iwanow    | RUS  | 80,09000  |

Finale: 9. August, 19:10 Uhr

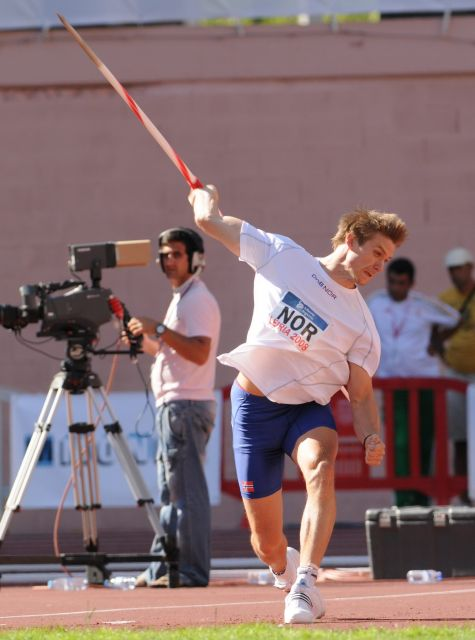
EM-Titel für den aktuellen Olympiasieger Andreas Thorkildsen

Nach dem Rücktritt des vierfachen Europameisters Steve Backley konnte erstmals seit 1971 mit Andreas Thorkildsen wieder ein aktueller Olympiasieger den Titel im Speerwurf gewinnen. Jan Železný belegte zwanzig Jahre nach seiner ersten Europameisterschaftsteilnahme noch einmal Platz drei. Der Schweizer Stefan Müller stellte im Finale abermals einen Landesrekord auf, nachdem er den alten Rekord bereits in der Qualifikation überboten hatte.

### Zehnkampf
| Platz | Athlet                 | Land | Punkte |
| ----- | ---------------------- | ---- | ------ |
| 1     | Roman Šebrle           | CZE  | 8526   |
| 2     | Attila Zsivóczky       | HUN  | 8356   |
| 3     | Alexei Drosdow         | RUS  | 8350   |
| 4     | Alexander Pogorelow    | RUS  | 8245   |
| 5     | Pascal Behrenbruch     | GER  | 8209   |
| 6     | Aljaksandr Parchomenka | BLR  | 8136   |
| 7     | Stefan Drews           | GER  | 8105   |
| 8     | Romain Barras          | FRA  | 8093   |

Datum: 10. und 11. August

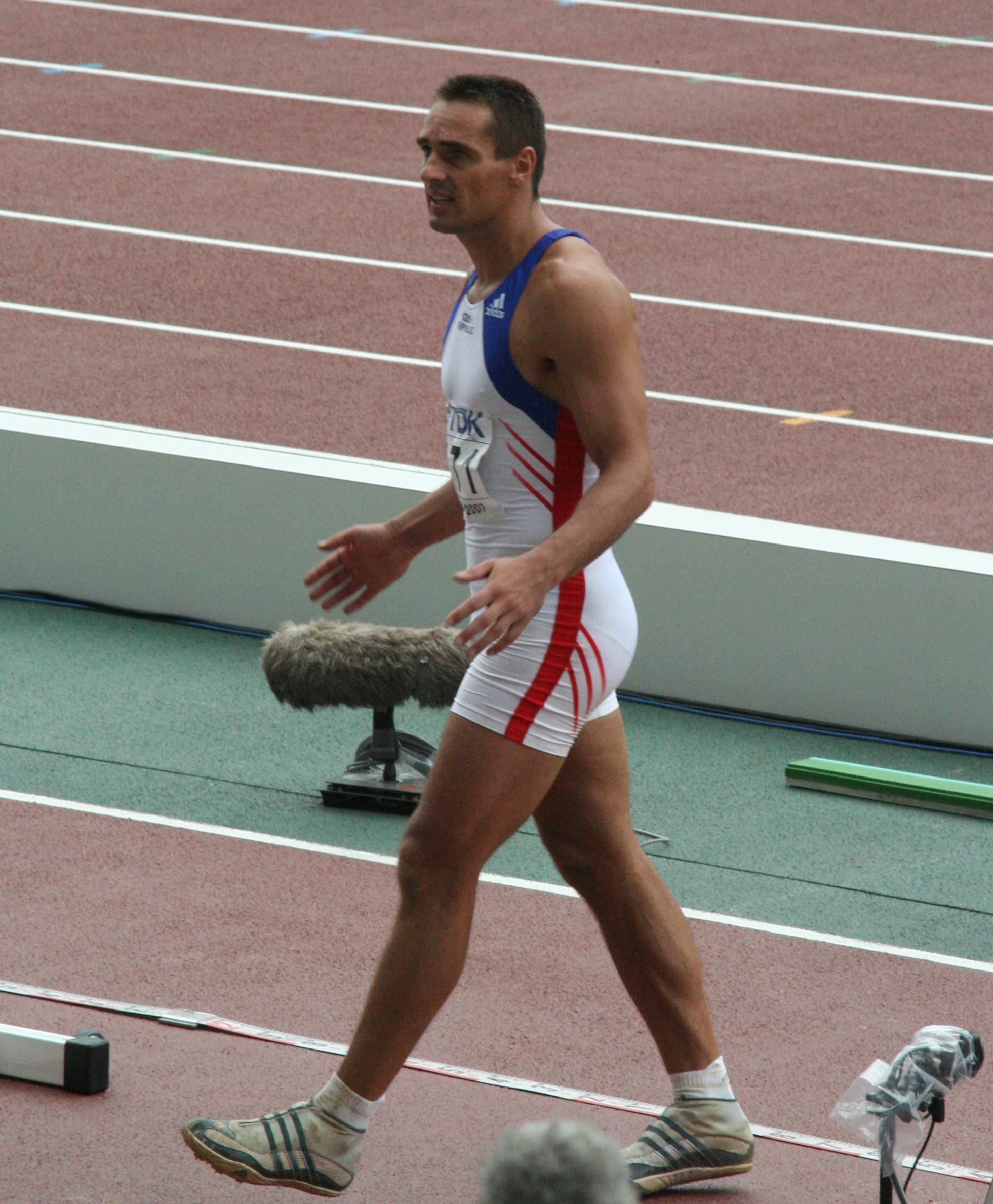
Favoritensieg für Roman Šebrle

Gewertet wurde nach der Punktetabelle von 1985. Der Weltrekordler und Olympiasieger Roman Šebrle konnte seinen Titel von 2002 erfolgreich und weitgehend ungefährdet verteidigen. Hinter ihm kam der routinierte Ungar Attila Zsivóczky in einem spannenden Kampf um die Medaillen auf Platz zwei, vor allem weil Alexander Pogorelow einmal mehr im 1500-Meter-Lauf alle seine Chancen zunichtemachte, die er sich vorher mühsam aufgebaut hatte. Von den drei deutschen Teilnehmern erwies sich der jüngste, Pascal Behrenbruch, als der (nerven-)stärkste. Im abschließenden 1500-Meter-Lauf blieb er jedoch 22 Sekunden über seiner Bestzeit und verpasste dadurch die Medaillenchance. So musste er sechs Jahre warten, ehe er dann bei den Europameisterschaften 2012 den Titel gewann. Der Wettkampf wurde mehrfach wegen heftiger Regenschauer unterbrochen, was vor allem die Sprungdisziplinen deutlich beeinträchtigte.

## Resultate Frauen

### 100 m
| Platz | Athletin              | Land | Zeit (s) |
| ----- | --------------------- | ---- | -------- |
| 1     | Kim Gevaert           | BEL  | 11,06    |
| 2     | Jekaterina Grigorjewa | RUS  | 11,22    |
| 3     | Irina Chabarowa       | RUS  | 11,22    |
| 4     | Joice Maduaka         | GBR  | 11,24    |
| 5     | Julija Guschtschina   | RUS  | 11,31    |
| 6     | Julija Neszjarenka    | BLR  | 11,34    |
| 7     | Sylviane Félix        | FRA  | 11,40    |
| 8     | Daria Onyśko          | POL  | 11,43    |

Finale: 9. August, 20:25 Uhr
Wind: +0,8 m/s
Kim Gevaert wirkte vom Vorlauf bis zum Halbfinale so souverän, dass sie als klare Favoritin ins Finale ging. Sie wurde dieser Rolle gerecht und siegte überlegen. Kim Gevaert gewann die erste Goldmedaille bei Europameisterschaften für Belgien seit 1971.

### 200 m
| Platz | Athletin               | Land | Zeit (s) |
| ----- | ---------------------- | ---- | -------- |
| 1     | Kim Gevaert            | BEL  | 22,68    |
| 2     | Julija Guschtschina    | RUS  | 22,93    |
| 3     | Natalja Russakowa      | RUS  | 23,09    |
| 4     | Monika Bejnar          | POL  | 23,28    |
| 5     | Sylviane Félix         | FRA  | 23,45    |
| 6     | Jekaterina Kondratjewa | RUS  | 23,58    |
| 7     | Olena Tschebanu        | UKR  | 23,63    |
| 8     | Angela Moroșanu        | ROU  | 23,66    |

Finale: 11. August, 20:45 Uhr
Wind: −0,8 m/s

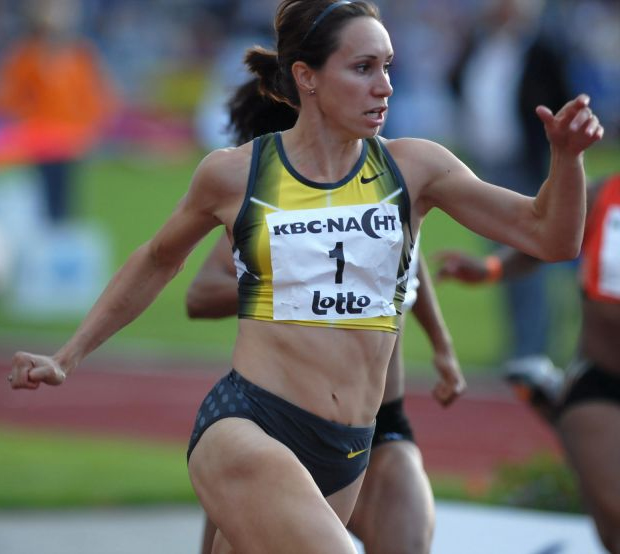
Kim Gevaert beherrschte beide Sprintstrecken bei diesen Europameisterschaften

Seit den ersten Europameisterschaften für Frauen 1938 hatte keine Belgierin Gold gewinnen können. Nun entschied Kim Gevaert zwei Tage nach ihrem Sieg über 100 Meter auch den 200-Meter-Lauf souverän für sich. Im Ziel wurde sie von der Hochspringerin Tia Hellebaut erwartet, die unmittelbar vor dem Start des Rennens Hochsprunggold errungen hatte. Die beiden Belgierinnen gingen gemeinsam auf die Ehrenrunde.

### 400 m
| Platz | Athletin            | Land | Zeit (s) |
| ----- | ------------------- | ---- | -------- |
| 1     | Wanja Stambolowa    | BUL  | 49,85000 |
| 2     | Tatjana Weschkurowa | RUS  | 50,15000 |
| 3     | Olga Saizewa        | RUS  | 50,28000 |
| 4     | Marijana Dimitrowa  | BUL  | 50,64000 |
| 5     | Ilona Ussowitsch    | BLR  | 50,69 NR |
| 6     | Nicola Sanders      | GBR  | 50,87000 |
| 7     | Swetlana Pospelowa  | RUS  | 50,90000 |
| 8     | Joanne Cuddihy      | IRL  | 51,46000 |

Finale: 10. August, 18:50 Uhr

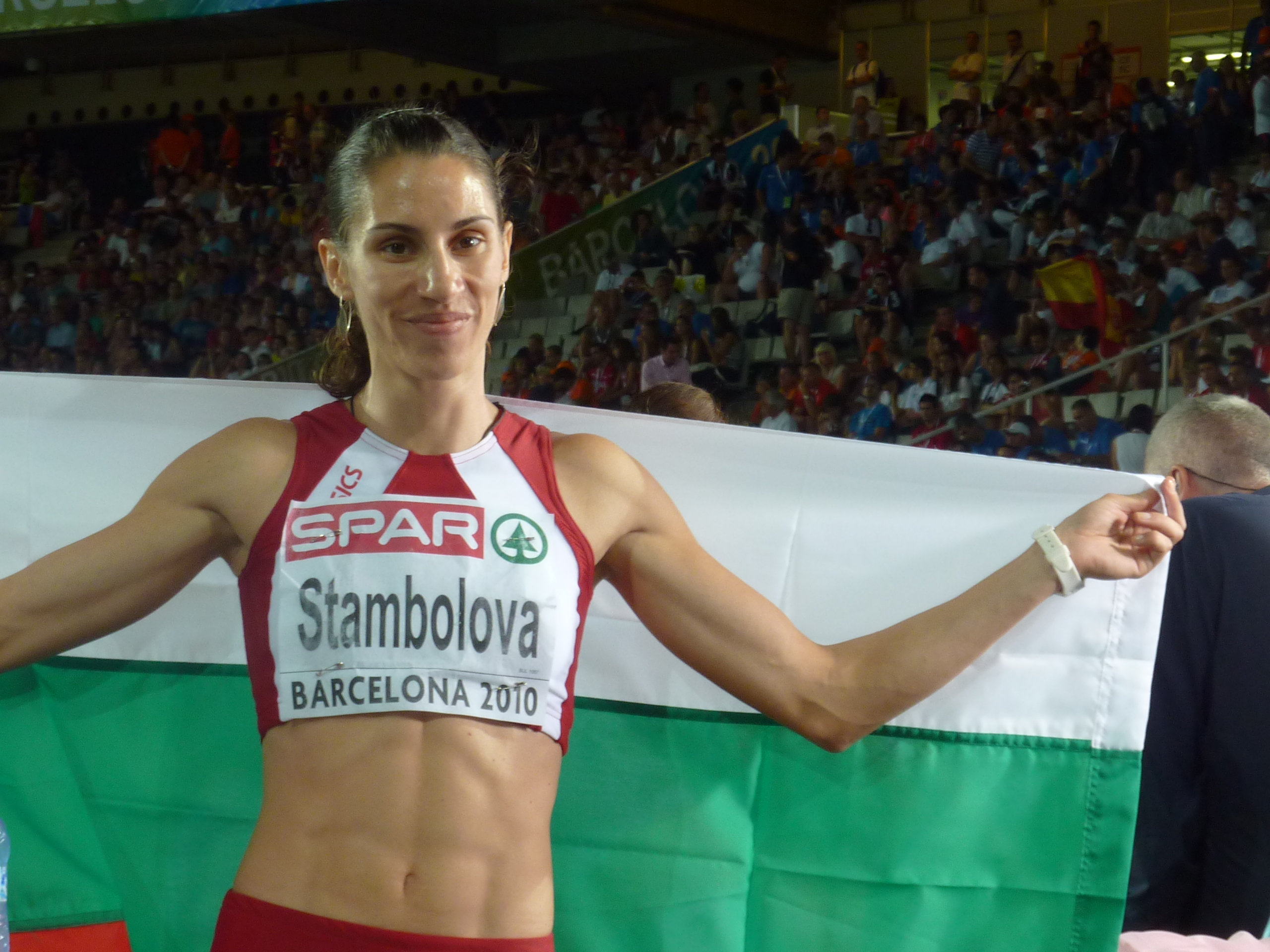
Europameisterin Wanja Stambolowa – sie erhielt 2007 nach positivem Testosterontest eine Sperre von zwei Jahren, wurde 2010 Vizeeuropameisterin über 400 Meter Hürden

Wie bei den Männern war auch bei den Frauen der 400-Meter-Lauf der erste Wettbewerb, in dem keine Endlaufteilnehmerin von 2002 das Finale erreichte. Allerdings waren erfahrene Staffelläuferinnen am Start. Die Siegerin Wanja Stambolowa hatte in den Runden vor dem Endlauf ihre Mitfavoritenrolle gefestigt. Als größte Überraschung muss gewertet werden, dass die andere Favoritin Olga Saizewa „nur“ Bronze gewann. Die Belarussin Ilona Ussowitsch hatte mit 50,74 s bereits in der Qualifikation einen neuen Landesrekord aufgestellt und unterbot diesen als Fünfte dann im Finale nochmals.

### 800 m
| Platz | Athletin               | Land | Zeit (min) |
| ----- | ---------------------- | ---- | ---------- |
| 1     | Olga Kotljarowa        | RUS  | 1:57,38    |
| 2     | Swetlana Kljuka        | RUS  | 1:57,48    |
| 3     | Rebecca Lyne           | GBR  | 1:58,45    |
| 4     | Tetjana Petljuk        | UKR  | 1:58,65    |
| 5     | Brigita Langerholc     | SLO  | 1:59,30    |
| 6     | Teodora Kolarowa       | BUL  | 2:00,00    |
| 7     | Mayte Martínez         | ESP  | 2:00,10    |
| 8     | Swetlana Tscherkassowa | RUS  | 2:03,43    |

Finale: 10. August, 20:05 Uhr
Die Russinnen waren nach der Bestenliste vor den Europameisterschaften mit den schnellsten Zeiten gemeldet und mussten nur ein Bummelrennen fürchten, weil dann die Spurtkraft der Spanierin Mayte Martínez zu beachten gewesen wäre. Swetlana Tscherkassowa opferte ihre eigene Chancen und gab die Tempomacherin. Sie fiel zwar am Schluss auf den letzten Platz zurück, aber ihre Teamkolleginnen gewannen Gold und Silber. Die Siegerin Olga Kotljarowa, seit Jahren Mitglied erfolgreicher russischer 4-mal-400-Meter-Staffeln, kam nach ihrem Umstieg auf die 800-Meter-Distanz zu ihrem ersten großen Einzeltitel.

### 1500 m
| Platz | Athletin             | Land | Zeit (min) |
| ----- | -------------------- | ---- | ---------- |
| 1     | Tatjana Tomaschowa   | RUS  | 3:56,91 CR |
| 2     | Julija Tschischenko  | RUS  | 3:57,61000 |
| 3     | Daniela Jordanowa    | BUL  | 3:59,37000 |
| 4     | Jelena Sobolewa      | RUS  | 4:00,36000 |
| 5     | Lidia Chojecka       | POL  | 4:01,43000 |
| 6     | Corina Dumbrăvean    | ROU  | 4:02,24000 |
| 7     | Natalija Tobias      | UKR  | 4:02,71000 |
| 8     | Iryna Lischtschynska | UKR  | 4:04,98000 |

Finale: 13. August, 15:55 Uhr

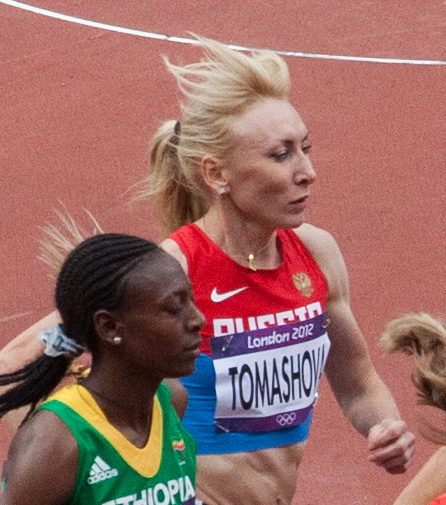
Europameisterin Tatjana Tomaschowa, hatte auch vorher schon große Erfolge feiern können

Wie in fast allen Rennen der Frauen wurde auch in dieser Entscheidung von Beginn an das Tempo forciert. Die zweimalige Weltmeisterin Tatjana Tomaschowa konnte nach Bronze in München 2002 nun auch Europameisterschaftsgold gewinnen. Die Bulgarin Daniela Jordanowa, Fünfte in München 2002, eroberte im Endspurt noch Platz drei und verhinderte einen russischen Dreifachsieg.

### 5000 m
| Platz | Athletin            | Land | Zeit (min)  |
| ----- | ------------------- | ---- | ----------- |
| 1     | Marta Domínguez     | ESP  | 14:56,18 CR |
| 2     | Lilija Schobuchowa  | RUS  | 14:56,57000 |
| 3     | Elvan Abeylegesse   | TUR  | 14:59,29000 |
| 4     | Joanne Pavey        | GBR  | 15:01,41000 |
| 5     | Wolha Krauzowa      | BLR  | 15:06,47000 |
| 6     | Sabrina Mockenhaupt | GER  | 15:11,38000 |
| 7     | Susanne Wigene      | NOR  | 15:11,79000 |
| 8     | Krisztina Papp      | HUN  | 15:16,85000 |

Datum: 12. August, 17:15 Uhr

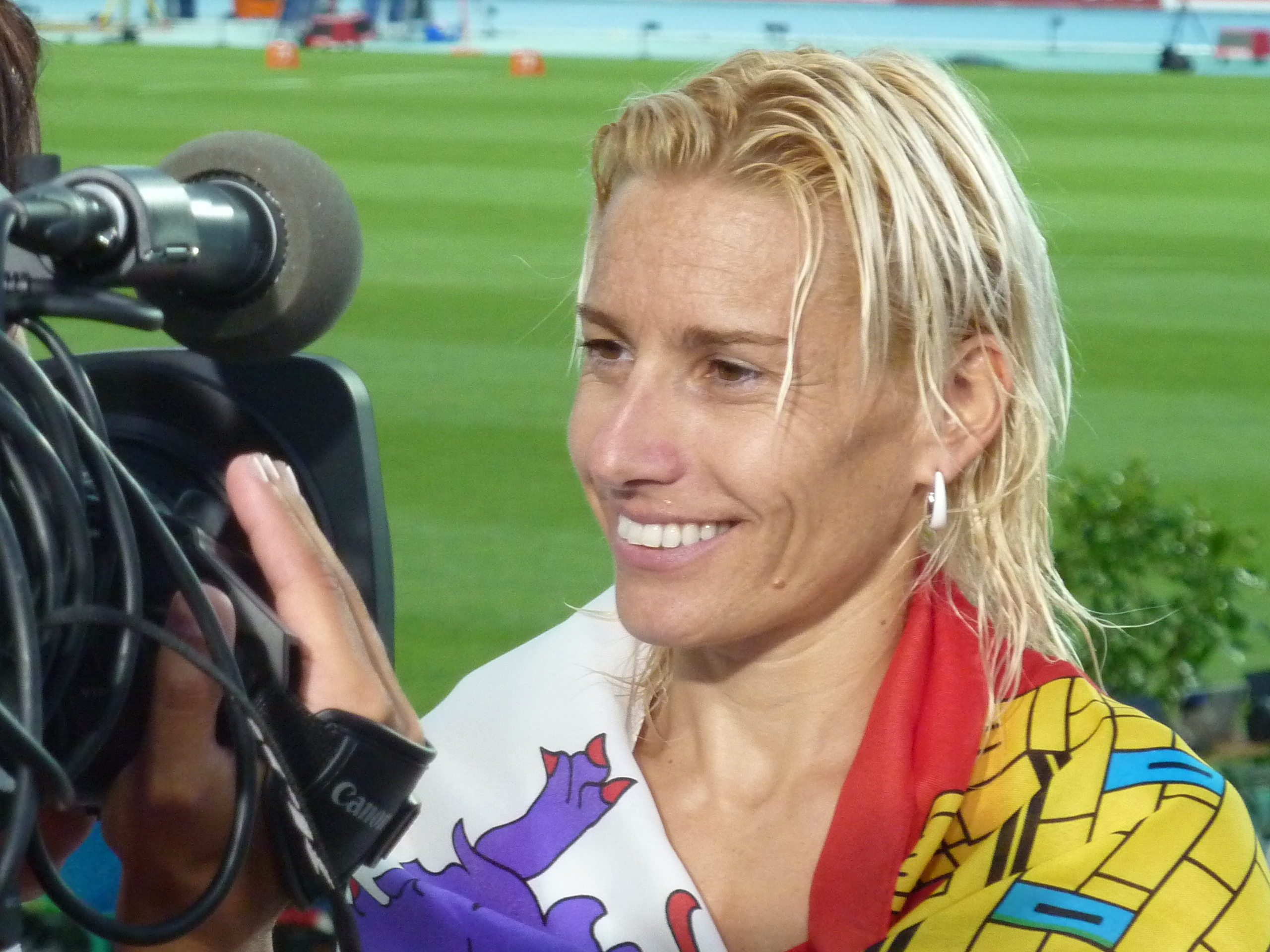
Die Titelverteidigerin und Vizeweltmeisterin von 2003 Marta Domínguez war am Schluss klar vorne – später gab es für sie bzgl. anderer Wettbewerbe eine Dopingsperre

Von den acht Erstplatzierten hatten vier Läuferinnen fünf Tage zuvor bereits am 10.000-Meter-Lauf teilgenommen. Die 5000-Meter-Siegerin Marta Domínguez konnte ihren Titel von 2002 erfolgreich verteidigen. Die gebürtige Äthiopierin Elvan Abeylegesse hatte im Rennen über 10.000 Meter entkräftet aufgegeben, konnte sich aber hinreichend erholen, um nun die erste Medaille für die Türkei bei diesen Europameisterschaften zu gewinnen. Die Britin Jo Pavey hatte für die entscheidende Tempoverschärfung gesorgt, konnte aber als Vierte nicht in die Medaillenränge laufen.

### 10.000 m
| Platz | Athletin            | Land | Zeit (min)  |
| ----- | ------------------- | ---- | ----------- |
| 1     | Inga Abitowa        | RUS  | 30:31,42000 |
| 2     | Susanne Wigene      | NOR  | 30:32,36000 |
| 3     | Lidija Grigorjewa   | RUS  | 30:32,72000 |
| 4     | Galina Bogomolowa   | RUS  | 30:35,90000 |
| 5     | Lornah Kiplagat     | NED  | 30:37,26000 |
| 6     | Jeļena Prokopčuka   | LAT  | 30:38,78 NR |
| 7     | Marta Domínguez     | ESP  | 30:51,69 NR |
| 8     | Sabrina Mockenhaupt | GER  | 31:40,28000 |

Datum: 7. August, 20:10 Uhr

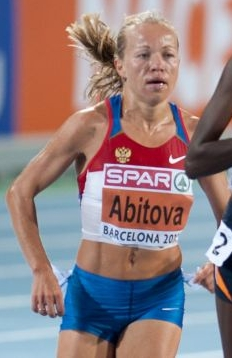
Europameisterin Inga Abitowa – 2012 mit einer zweijährigen Sperre wegen Dopingmissbrauchs belegt

Alle drei Medaillengewinnerinnen – die Russin Inga Abitowa, die Norwegerin Susanne Wigene und die Russin Lidija Grigorjewa – liefen persönliche Bestleistungen. Die viertplatzierte Galina Bogomolowa, ebenfalls aus Russland, und die Niederländerin Lornah Kiplagat erreichten jeweils neue Saisonbestzeiten. Die Lettin Jeļena Prokopčuka und die Spanierin Marta Domínguez stellten nationale Rekorde auf. Persönliche Saisonbestleistungen erreichten die achtplatzierte Deutsche Sabrina Mockenhaupt und ihre Landsfrau Irina Mikitenko auf dem neunten Platz. Die Schweizerin Mirja Jenni-Moser wurde mit persönlicher Bestleistung Siebzehnte.

### Marathon
| Platz | Athletin             | Land | Zeit (h) |
| ----- | -------------------- | ---- | -------- |
| 1     | Ulrike Maisch        | GER  | 2:30:01  |
| 2     | Olivera Jevtić       | SER  | 2:30:27  |
| 3     | Irina Permitina      | RUS  | 2:30:53  |
| 4     | Živilė Balčiūnaitė   | LTU  | 2:31:01  |
| 5     | Bruna Genovese       | ITA  | 2:31:15  |
| 6     | Alewtina Biktimirowa | RUS  | 2:31:23  |
| 7     | Deborah Toniolo      | ITA  | 2:31:31  |
| 8     | Giovanna Volpato     | ITA  | 2:32:04  |

Datum: 12. August, 12:10 Uhr

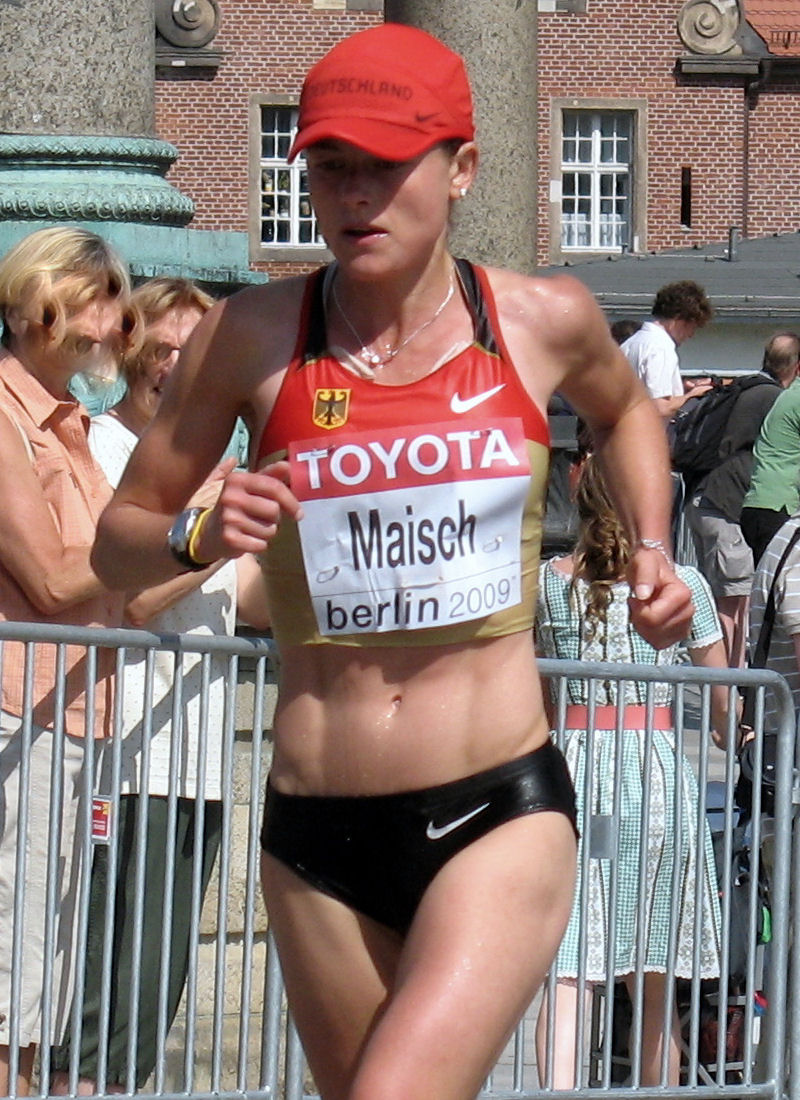
Europameisterin Ulrike Maisch hatte sich das Rennen am besten eingeteilt

Ulrike Maisch hatte 2002 den achten Platz belegt und war hier eigentlich nur als drittstärkste deutsche Läuferin eingeschätzt worden. Sie lief das Tempo der Spitzengruppe bei den ersten Beschleunigungen nach der Halbmarathonmarke nicht mit, konnte aber im Schlussabschnitt alle Läuferinnen überholen und die erste Goldmedaille im Marathon der Frauen für Deutschland gewinnen. Olivera Jevtić gewann die erste Medaille für Serbien bei diesen Europameisterschaften.

#### Marathon-Cup
| Platz | Land        | Athletinnen                                            | Zeit (h) |
| ----- | ----------- | ------------------------------------------------------ | -------- |
| 1     | Italien     | Bruna Genovese Deborah Toniolo Giovanna Volpato        | 7:34:50  |
| 2     | Russland    | Irina Permitina Alewtina Biktimirowa Nailja Julamanowa | 7:37:42  |
| 3     | Deutschland | Ulrike Maisch Claudia Dreher Susanne Hahn              | 7:40:11  |

Im Marathonlauf gab es zusätzlich auch eine Teamwertung, für die die Zeiten der drei besten Läuferinnen je Nation addiert wurden. Die Wertung zählte allerdings nicht zum offiziellen Medaillenspiegel.
Nur drei Frauenteams kamen in die Wertung.

### 100 m Hürden
| Platz | Athletin           | Land | Zeit (s) |
| ----- | ------------------ | ---- | -------- |
| 1     | Susanna Kallur     | SWE  | 12,59000 |
| 2     | Kirsten Bolm       | GER  | 12,72000 |
| 2     | Derval O’Rourke    | IRL  | 12,72 NR |
| 4     | Glory Alozie       | ESP  | 12,86000 |
| 5     | Aurelia Trywiańska | POL  | 12,90000 |
| 6     | Alexandra Antonowa | RUS  | 12,93000 |
| 7     | Jenny Kallur       | SWE  | 12,94000 |
| 8     | Adrianna Lamalle   | FRA  | 12,99000 |

Finale: 11. August, 19:50 Uhr
Wind: +0,5 m/s

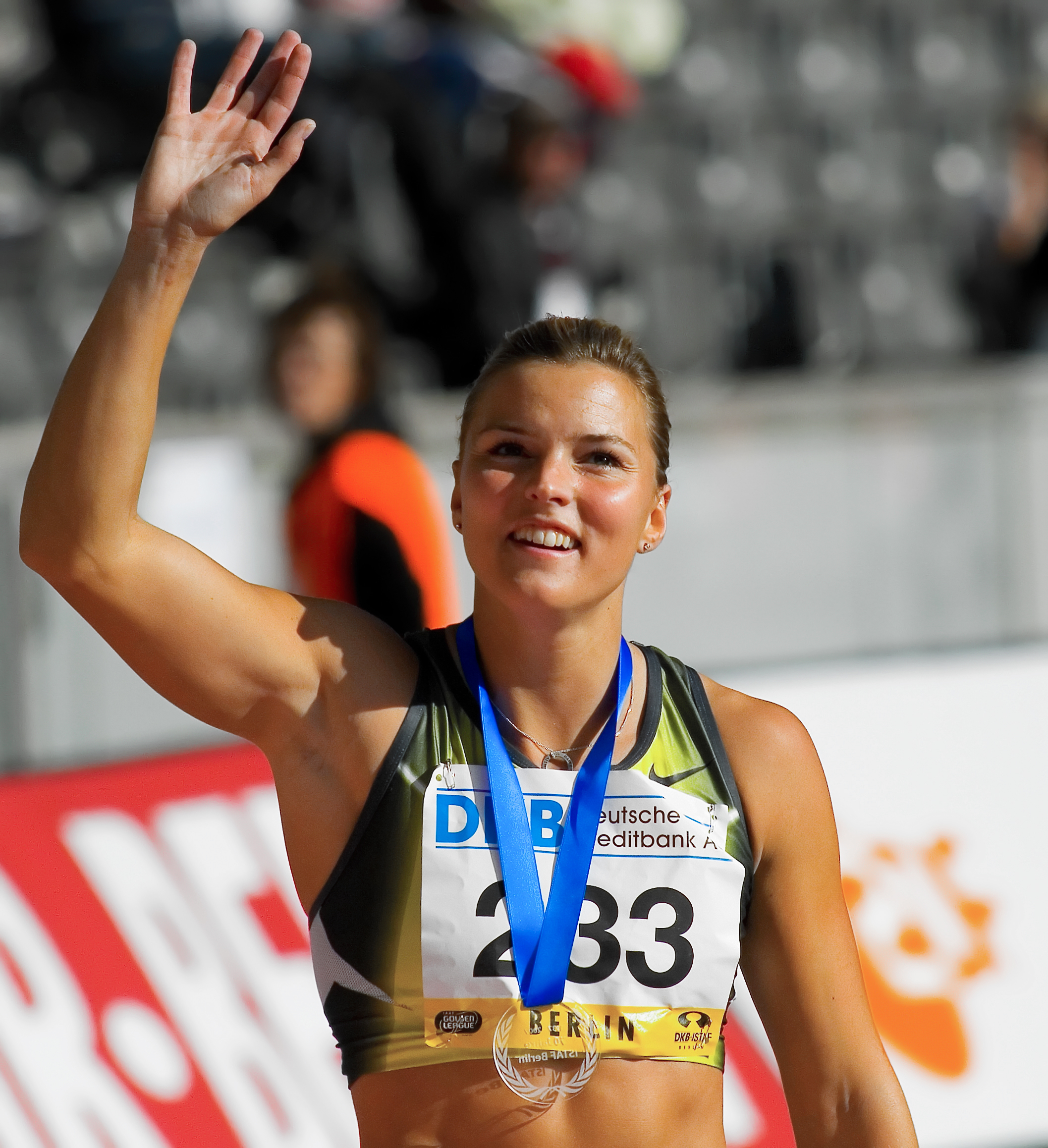
Susanne Kallur sorgte über 100 Meter Hürden für einen weiteren schwedischen Sieg

Susanna Kallur errang das erste Gold einer schwedischen Läuferin, seitdem 1982 Ann-Louise Skoglund den 400-Meter-Hürdenlauf gewonnen hatte. Da Susanna Kallurs Zwillingsschwester Jenny nur Siebte wurde, konnten die Kallur-Schwestern nicht den Erfolg der Brüder Mirosław Wodzyński und Leszek Wodzyński wiederholen, die als Geschwister im 110-Meter-Hürdenlauf bei den Europameisterschaften 1974 zwei Medaillen gewonnen hatten.
Zunächst wurde die Irin Derval O’Rourke mit Landesrekord als alleinige Zweitplatzierte geführt. Nach Auswertung der beiden Zielfotos legte die deutsche Mannschaft Protest ein, dem stattgegeben wurde. So bekam Kirsten Bolm ebenfalls Silber überreicht.

### 400 m Hürden
| Platz | Athletin                       | Land | Zeit (s) |
| ----- | ------------------------------ | ---- | -------- |
| 1     | Jewgenija Issakowa             | RUS  | 53,93    |
| 2     | Faní Halkiá                    | GRE  | 54,02    |
| 3     | Tetjana Tereschtschuk-Antipowa | UKR  | 54,55    |
| 4     | Claudia Marx                   | GER  | 54,99    |
| 5     | Natalja Iwanowa                | RUS  | 55,04    |
| 6     | Anna Jesień                    | POL  | 55,16    |
| 7     | Tasha Danvers-Smith            | GBR  | 55,56    |
| 8     | Anastassija Rabtschenjuk       | UKR  | 55,74    |

Finale: 9. August, 20:10 Uhr

### 3000 m Hindernis
| Platz | Athletin               | Land | Zeit (min) |
| ----- | ---------------------- | ---- | ---------- |
| 1     | Alessja Turawa         | BLR  | 9:26,05 CR |
| 2     | Tatjana Petrowa        | RUS  | 9:28,05000 |
| 3     | Wioletta Janowska      | POL  | 9:31,62000 |
| 4     | Ljubow Iwanowa         | RUS  | 9:33,53000 |
| 5     | Veerle Dejaeghere      | BEL  | 9:35,78000 |
| 6     | Jelena Sidortschenkowa | RUS  | 9:38,05000 |
| 7     | Ida Nilsson            | SWE  | 9:39,24 NR |
| 8     | Zulema Fuentes-Pila    | ESP  | 9:40,36 NR |

Finale: 12. August, 16:15 Uhr
Der 3000-Meter-Hindernislauf der Frauen wurde erstmals im Rahmen der Europameisterschaften ausgetragen. Die Siegerin Alessja Turawa lief persönliche Saisonbestleistung; sie ist die Schwester der Geherin Ryta Turawa, die hier in Göteborg das 20-km-Gehen gewann.
In den Qualifikationswettbewerben wurden gleich drei Landesrekorde verbessert, und zwar durch die Niederländerin Miranda Boonstra mit 9:45:87 min, die Italienerin Elena Romagnolo (9:52:38 min) und durch die Griechin Iríni Kokkinaríou (9:53:07 min). Romagnolo und Kokkinaríou konnten sich jedoch nicht für das Finale qualifizieren. Im Finale gab es anschließend die beiden in der Ergebnisübersicht aufgelisteten weiteren Landesrekorde.

### 4 × 100 m Staffel
| Platz | Land           | Athletinnen | Zeit (s) |
| ----- | -------------- | --- | -------- |
| 1     | Russland       | Julija Guschtschina (Finale) Natalja Russakowa Irina Chabarowa Jekaterina Grigorjewa (Finale) im Vorlauf außerdem: Jekaterina Kondratjewa Larissa Kruglowa | 42,71    |
| 2     | Großbritannien | Anyika Onuora Emma Ania (Finale) Emily Freeman Joice Maduaka im Vorlauf außerdem: Laura Turner-Alleyne                                                     | 43,51    |
| 3     | Belarus        | Julija Neszjarenka Natallja Safronnikawa Alena Neumjarschyzkaja Aksana Drahun                                                                              | 43,61    |
| 4     | Ukraine        | Olena Tschebanu Halyna Tonkowyd Iryna Schtanhjejewa Iryna Schepertjuk                                                                                      | 43,97    |
| 5     | Schweden       | Susanna Kallur Carolina Klüft (Finale) Jenny Kallur Emma Green im Vorlauf außerdem: Emma Rienas                                                            | 44,16    |
| DNF   | Deutschland    | Katja Tengel Marion Wagner Cathleen Tschirch Verena Sailer                                                                                                 |          |
| DNF   | Frankreich     | Véronique Mang Fabienne Beret-Martinel Adrianna Lamalle Muriel Hurtis-Houairi                                                                              |          |
| DNF   | Belgien        | Hanna Mariën Frauke Penen Olivia Borlée Kim Gevaert |          |

Finale: 13. August, 14:50 Uhr
Der Zieleinlauf in diesem Rennen war sehr übersichtlich, nachdem gleich drei Staffeln wegen Wechselfehlern das Ziel nicht erreichten. Die russische Mannschaft war allen anderen Teams deutlich überlegen; sie bestand im Finale ausschließlich aus Läuferinnen, die bei diesen Europameisterschaften im 100- oder im 200-Meter-Lauf Medaillen gewonnen hatten. Die schwedische Staffel, bestehend aus zwei Hürdenläuferinnen, einer Hochspringerin und einer Siebenkämpferin, hatte zwar die prominenteste Besetzung, die Wechsel waren jedoch nicht sicher und so erreichte das Team nur mit Glück das Ziel.
Die irische Staffel, die sich nicht für das Finale qualifizieren konnte, lief im Vorlauf mit 44,38 s Landesrekord.

### 4 × 400 m Staffel
| Platz | Land           | Athletinnen | Zeit (min) |
| ----- | -------------- | --- | ---------- |
| 1     | Russland       | Swetlana Pospelowa Natalja Iwanowa Olga Saizewa (Finale) Tatjana Weschkurowa (Finale) im Vorlauf außerdem: Jelena Migunowa Tatjana Firowa      | 3:25,12    |
| 2     | Belarus        | Juljana Schalnjaruk (Finale) Swjatlana Ussowitsch Hanna Kosak Ilona Ussowitsch (Finale) im Vorlauf außerdem: Kazjaryna Bobryk Iryna Chljustawa | 3:27,69    |
| 3     | Polen          | Monika Bejnar (Finale) Grażyna Prokopek Ewelina Sętowska Anna Jesień im Vorlauf außerdem: Marta Chrust-Rożej                                   | 3:27,77    |
| 4     | Großbritannien | Lee McConnell Emma Duck Marilyn Okoro Nicola Sanders (Finale) im Vorlauf außerdem: Jenny Meadows                                               | 3:28,17    |
| 5     | Deutschland    | Korinna Fink Claudia Hoffmann Anja Pollmächer Claudia Marx                                                                                     | 3:28,18    |
| 6     | Ukraine        | Ksenija Karandjuk Oksana Iljuschkina Oksana Schtscherbak Natalija Pyhyda                                                                       | 3:30,95    |
| 7     | Frankreich     | Phara Anacharsis Thélia Sigère Anita Mormand Solène Désert                                                                                     | 3:32,38    |
| 8     | Bulgarien      | Monika Gatschewska Marijana Dimitrowa Teodora Kolarowa Nedjalka Nedkowa                                                                        | 3:33,75    |

Finale: 13. August, 16:15 Uhr

### 20 km Gehen
| Platz | Athletin            | Land | Zeit (h)   |
| ----- | ------------------- | ---- | ---------- |
| 1     | Ryta Turawa         | BLR  | 1:27:08000 |
| 2     | Olga Kaniskina      | RUS  | 1:28:35000 |
| 3     | Elisa Rigaudo       | ITA  | 1:28:37000 |
| 4     | Kjersti Plätzer     | NOR  | 1:28:45000 |
| 5     | Claudia Ștef        | ROU  | 1:29:27000 |
| 6     | Sabine Zimmer       | GER  | 1:29:56000 |
| 7     | Sylwia Korzeniowska | POL  | 1:30:31 NR |
| 8     | Vera Santos         | POR  | 1:30:41000 |

Datum: 9. August, 17:15 Uhr
Ryta Turawa setzte sich bereits im Stadion unmittelbar nach dem Start deutlich von allen Verfolgerinnen ab und ging zu einem in keiner Phase des Wettbewerbs gefährdeten Start-Ziel-Sieg. Ryta Turawa ist die Schwester von Alesja Turawa, die in Göteborg den 3000-Meter-Hindernislauf gewann. Die siebtplatzierte Polin Sylwia Korzeniowska stellte einen neuen Landesrekord auf. Sie ist die jüngere Schwester des erfolgreichen Gehers Robert Korzeniowski, der bei Europameisterschaften 1998 und 2002 den Titel im 50-km-Gehen errungen hatte.

### Hochsprung
| Platz | Athletin               | Land | Höhe (m)   |
| ----- | ---------------------- | ---- | ---------- |
| 1     | Tia Hellebaut          | BEL  | 2,03 CR/NR |
| 2     | Wenelina Wenewa        | BUL  | 2,03 CR000 |
| 3     | Kajsa Bergqvist        | SWE  | 2,01000000 |
| 4     | Blanka Vlašić          | CRO  | 2,01000000 |
| 5     | Jelena Slessarenko     | RUS  | 1,99000000 |
| 6     | Iryna Mychaltschenko   | UKR  | 1,95000000 |
| 7     | Jekaterina Sawtschenko | RUS  | 1,95000000 |
| 7     | Anna Tschitscherowa    | RUS  | 1,95000000 |

Finale: 11. August, 18:30 Uhr

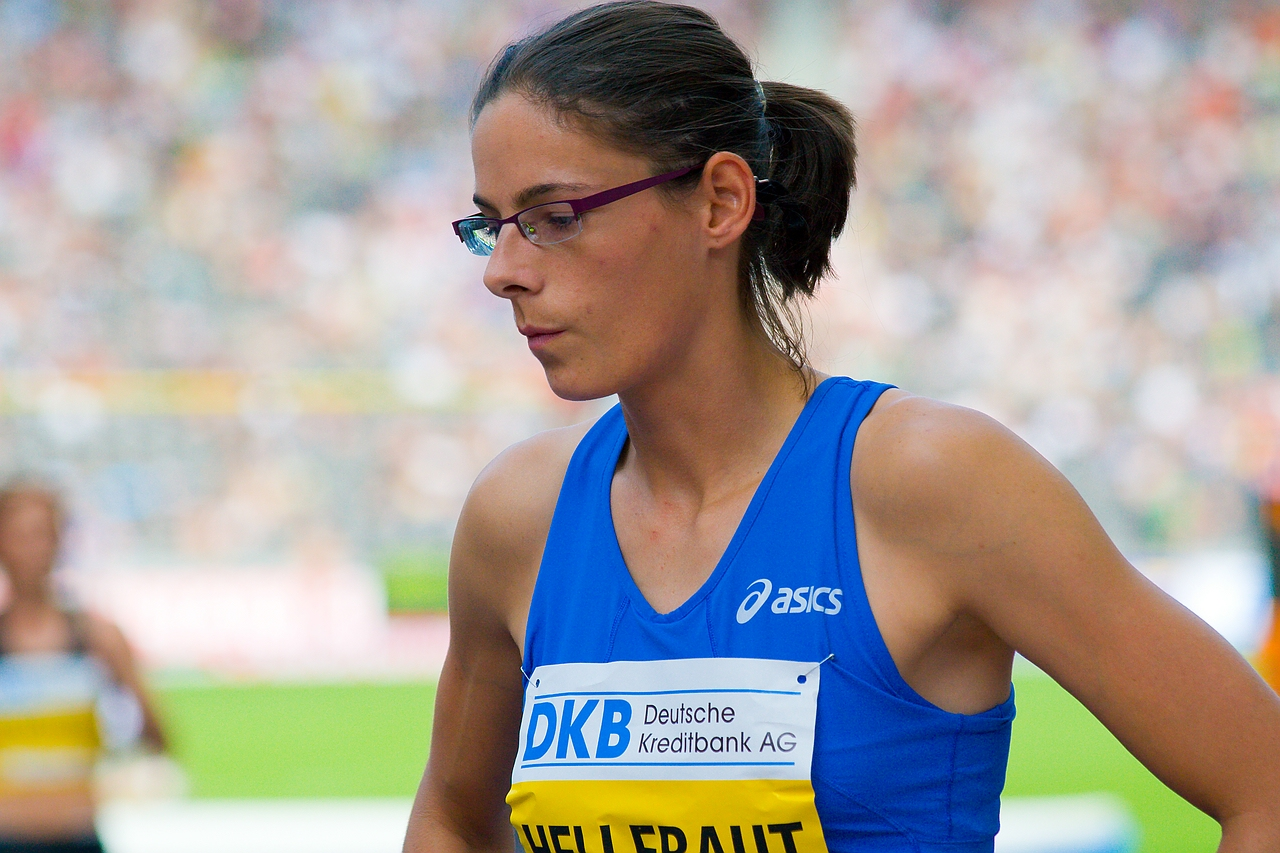
Tia Hellebaut, Überraschungssiegerin in einem hochklassigen Wettbewerb

Vor heimischem Publikum galt die Titelverteidigerin Kajsa Bergqvist als hohe Favoritin, aber in einem hochklassigen Wettkampf mit vier Springerinnen über 2,01 m musste sie sich wie ihr Landsmann Stefan Holm im Männerhochsprung mit Bronze begnügen. Es siegte die Siebenkämpferin Tia Hellebaut, die im Finale zwei Landesrekorde aufstellen konnte. Im letzten Sprung der Konkurrenz scheiterte die Bulgarin Wenelina Wenewa knapp an 2,05 m und verpasste so das erste Hochsprunggold bei Europameisterschaften nach Stefka Kostadinowa 1986 für Bulgarien.
Deirdre Ryan sprang in der Qualifikation mit 1,92 m irischen Landesrekord, kam im Finale jedoch nicht mehr in diese Bereiche und wurde Dreizehnte.

### Stabhochsprung
| Platz | Athletin           | Land | Höhe (m) |
| ----- | ------------------ | ---- | -------- |
| 1     | Jelena Issinbajewa | RUS  | 4,80 CR  |
| 2     | Monika Pyrek       | POL  | 4,65000  |
| 3     | Tatjana Polnowa    | RUS  | 4,65000  |
| 4     | Swetlana Feofanowa | RUS  | 4,50000  |
| 5     | Martina Strutz     | GER  | 4,50000  |
| 6     | Silke Spiegelburg  | GER  | 4,50000  |
| 7     | Naroa Agirre       | ESP  | 4,45000  |
| 8     | Róza Kasprzak      | POL  | 4,40000  |

Finale: 12. August, 15:00 Uhr
Titelverteidigerin Swetlana Feofanowa hatte bei 4,60 m ihren ersten Fehlversuch und pokerte anschließend. Sie konnte aber keinen gültigen Sprung mehr erzielen und blieb medaillenlos. Die Zweite von 2002 und Weltrekordlerin Jelena Issinbajewa stieg erst bei 4,60 m ein. Nachdem sie mit übersprungenen 4,80 m Gold sicher hatte, versuchte sie sich dreimal chancenlos an der neuen Weltrekordhöhe von 5,02 m. Ob sie selber angesichts des Regens wirklich mit einer Chance auf den Rekord rechnete oder ob sie nur dem Publikum einen Gefallen erweisen wollte, blieb unklar.

### Weitsprung
| Platz | Athletin              | Land | Weite (m) |
| ----- | --------------------- | ---- | --------- |
| 1     | Ljudmila Koltschanowa | RUS  | 6,9300    |
| 2     | Naide Gomes           | POR  | 6,84 w    |
| 3     | Oxana Udmurtowa       | RUS  | 6,69 w    |
| 4     | Wiktorija Rybalko     | UKR  | 6,6200    |
| 5     | Adina Anton           | ROU  | 6,5400    |
| 6     | Carolina Klüft        | SWE  | 6,5400    |
| 7     | Niurka Montalvo       | ESP  | 6,5000    |
| 8     | Natalja Lebussowa     | RUS  | 6,4900    |

Finale: 13. August, 15:15 Uhr

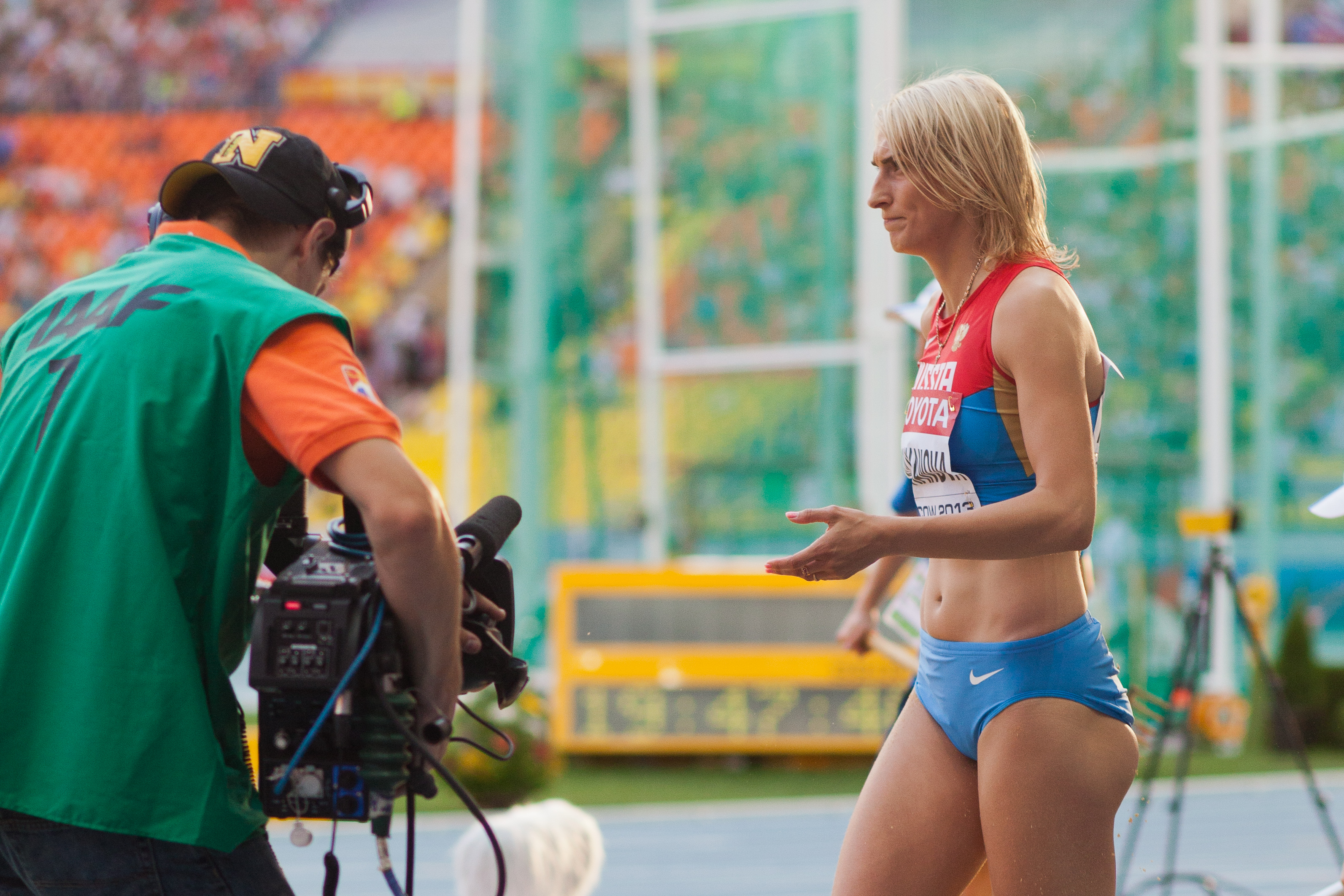
Europameisterin Ljudmila Koltschanowa

Im Finale stand mit der Ungarin Tünde Vaszi nur eine Springerin, die bei den Europameisterschaften 2002 den Endkampf erreicht hatte. Sie schied jedoch als Neunte im Vorkampf aus. Die beiden favorisierten Russinnen erreichten am Ende die Medaillenränge, wurden aber von der Portugiesin Naide Gomes bedrängt. Gomes hatte zwar in der Halle schon Medaillen gewonnen, errang jedoch hier mit Silber die erste Medaille in einem Sprungwettbewerb für Portugal bei Freilufteuropameisterschaften überhaupt.

### Dreisprung
| Platz | Athletin           | Land | Weite (m) |
| ----- | ------------------ | ---- | --------- |
| 1     | Tatjana Lebedewa   | RUS  | 15,15 CR  |
| 2     | Hrisopiyí Devetzí  | GRE  | 15,05000  |
| 3     | Anna Pjatych       | RUS  | 15,02000  |
| 4     | Olha Saladucha     | UKR  | 14,38000  |
| 5     | Olessja Bufalowa   | RUS  | 14,23000  |
| 6     | Teresa Marinowa    | BUL  | 14,20000  |
| 7     | Adelina Gavrilă    | ROU  | 14,19000  |
| 8     | Natallja Safronawa | BLR  | 14,13000  |

Finale: 9. August, 17:45 Uhr

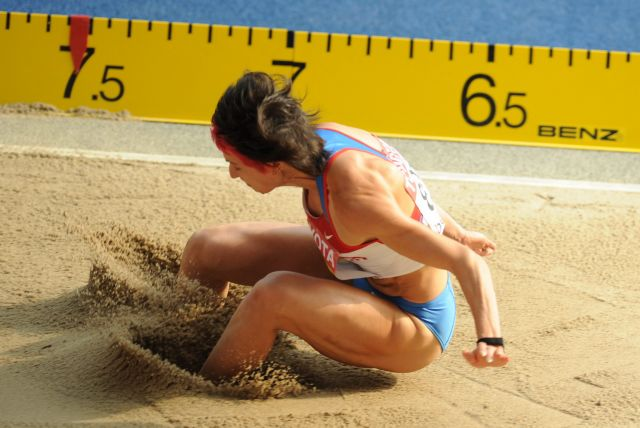
Tatjana Lebedewa gewann mit neuem Meisterschaftsrekord

Im ersten Versuch des Wettbewerbs erzielte Chrysopigi Devetzi mit 15,05 m persönliche Saisonbestleistung. Die beiden favorisierten Russinnen Anna Pjatych und Tatjana Lebedewa rückten allerdings mit jedem Durchgang näher. Mit ihrem letzten Sprung gelang es Lebedewa, die Griechin zu überholen und Europameisterin zu werden.

### Kugelstoßen
| Platz | Athletin             | Land | Weite (m) |
| ----- | -------------------- | ---- | --------- |
| 1     | Natallja Charaneka   | BLR  | 19,43     |
| 2     | Petra Lammert        | GER  | 19,17     |
| 3     | Olga Rjabinkina      | RUS  | 19,02     |
| 4     | Assunta Legnante     | ITA  | 18,83     |
| 5     | Nadine Kleinert      | GER  | 18,47     |
| 6     | Irina Chudoroschkina | RUS  | 18,44     |
| 7     | Chiara Rosa          | ITA  | 18,23     |
| 8     | Krystyna Zabawska    | POL  | 17,99     |

Finale: 12. August, 13:35 Uhr
Im ersten Versuch ging Nadine Kleinert in Führung, konnte sich aber danach nicht mehr steigern. Petra Lammert übernahm mit 19,06 m im zweiten Durchgang die Spitze. Im Endkampf wurde sie von der amtierenden Hallenweltmeisterin Natallja Charaneka aus Belarus überholt, behauptete jedoch bis zum Schluss den Silberrang. Nadine Kleinert wurde schließlich Fünfte. In einem an Höhepunkten armen Wettbewerb – was sicherlich auch durch das Wetter bedingt war – übertraf einzig die viertplatzierte Italienerin Assunta Legnante ihre persönliche Jahresbestleistung.
Mit der Russin Nadseja Astaptschuk gab es in dieser Disziplin einen Dopingfall. Die Athletin wurde in ihrer Laufbahn mehrfach des Dopingbetrugs überführt mit entsprechenden Konsequenzen unter anderem in Form der Aberkennung erzielter Resultate. Dazu gehörten ihr Titel bei den Weltmeisterschaften 2005, ihr zweiter Rang bei den Europameisterschaften 2006 und ihr Olympiasieg 2012.

### Diskuswurf
| Platz | Athletin                  | Land | Weite (m) |
| ----- | ------------------------- | ---- | --------- |
| 1     | Darja Pischtschalnikowa   | RUS  | 65,55     |
| 2     | Franka Dietzsch           | GER  | 64,35     |
| 3     | Nicoleta Grasu            | ROU  | 63,58     |
| 4     | Kateryna Karsak           | UKR  | 62,45     |
| 5     | Wioletta Potępa           | POL  | 61,78     |
| 6     | Elina Swerawa             | BLR  | 61,72     |
| 7     | Věra Pospíšilová-Cechlová | CZE  | 60,71     |
| 8     | Dragana Tomašević         | SER  | 60,20     |

Finale: 10. August, 19:30 Uhr
Die Teilnehmerliste wies einige Werferinnen mit jahrelanger Erfahrung auf. Die zehntplatzierte Belarussin Iryna Jattschanka (vierzig Jahre) und die sechstplatzierte Belarussin Elina Swerawa (45 Jahre) waren beide schon bei den Europameisterschaften 1990 für die Sowjetunion im Ring gewesen. Die Deutsche Franka Dietzsch (38 Jahre) und die Rumänin Nicoleta Grasu (34 Jahre) erreichten wie bereits 1998 das Siegerpodest. Franka Dietzsch ging als Weltjahresbeste favorisiert in den Wettkampf, wurde ihrer Rolle jedoch nicht ganz gerecht. Die 21-jährige Siegerin Darja Pischtschalnikowa – sie warf persönliche Bestleistung – ist seit 2001 erfolgreich, als sie Jugendeuropameisterin und Jugendvizeweltmeisterin wurde.
Die achtplatzierte Serbin Dragana Tomašević stellte in der Qualifikation mit 63,63 m einen neuen Landesrekord auf. Im Finale blieb sie mehr als drei Meter hinter dieser Weite und kam auf den achten Platz.
Auch im Diskuswurf wurde eine Athletin des Dopingmissbrauchs überführt. Das Resultat der zunächst neuntplatzierten Belarussin Iryna Jattschanka wurde wie auch ihr dritter Rang bei den Olympischen Spielen 2004 gestrichen.

### Hammerwurf
| Platz | Athletin              | Land | Weite (m) |
| ----- | --------------------- | ---- | --------- |
| 1     | Tatjana Lyssenko      | RUS  | 76,67 CR  |
| 2     | Gulfija Chanafejewa   | RUS  | 74,50000  |
| 3     | Kamila Skolimowska    | POL  | 72,58000  |
| 4     | Maryna Smaljatschkowa | BLR  | 71,87000  |
| 5     | Betty Heidler         | GER  | 70,89000  |
| 6     | Kathrin Klaas         | GER  | 70,59000  |
| 7     | Clarissa Claretti     | ITA  | 69,78000  |
| 8     | Iryna Sekatschowa     | UKR  | 69,08000  |

Finale: 8. August, 19:30 Uhr

### Speerwurf
| Platz | Athletin            | Land | Weite (m) |
| ----- | ------------------- | ---- | --------- |
| 1     | Steffi Nerius       | GER  | 65,82     |
| 2     | Barbora Špotáková   | CZE  | 65,64     |
| 3     | Mercedes Chilla     | ESP  | 61,98     |
| 4     | Christina Obergföll | GER  | 61,89     |
| 5     | Christina Scherwin  | DEN  | 61,81     |
| 6     | Rumjana Karapetrowa | BUL  | 61,78     |
| 7     | Barbara Madejczyk   | POL  | 59,92     |
| 8     | Annika Suthe        | GER  | 58,25     |

Finale: 13. August, 14:35 Uhr

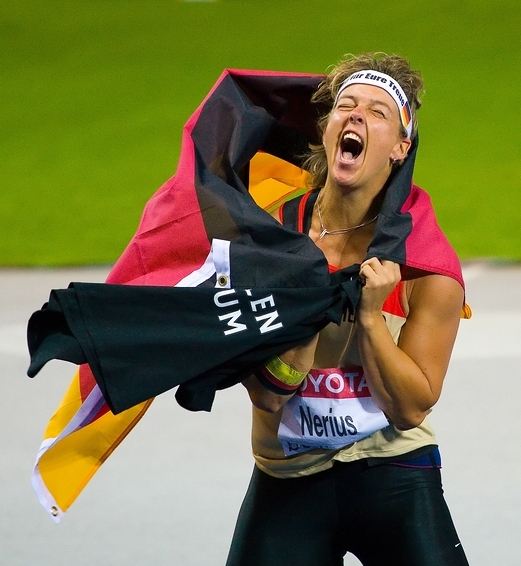
Der erste große internationale Titel für Steffi Nerius

Bereits in der Qualifikation waren Barbora Špotáková und Steffi Nerius allen anderen Teilnehmerinnen deutlich überlegen gewesen. Die Tschechin hatte dabei mit 66,12 m sogar einen neuen Landesrekord aufgestellt. Im Finale ging die Tschechin gleich in Führung, konnte sich aber nicht mehr steigern. Nerius übernahm die Spitze im fünften Durchgang und gewann mit ihrer Saisonbestleistung bei ihrer dritten Finalteilnahme ihre erste Goldmedaille. Ebenso spannend verlief der Kampf um die Bronzemedaille, den überraschend die Spanierin Mercedes Chilla für sich entschied. Sie warf ebenfalls ihre Saisonbestleistung und errang als erste Spanierin überhaupt eine Medaille in einer Wurfdisziplin.

### Siebenkampf
| Platz | Athletin           | Land | Punkte  |
| ----- | ------------------ | ---- | ------- |
| 1     | Carolina Klüft     | SWE  | 6740 CR |
| 2     | Karin Ruckstuhl    | NED  | 6423 NR |
| 3     | Lilli Schwarzkopf  | GER  | 6420000 |
| 4     | Jennifer Oeser     | GER  | 6376000 |
| 5     | Ljudmyla Blonska   | UKR  | 6357000 |
| 6     | Natalija Dobrynska | UKR  | 6356000 |
| 7     | Kelly Sotherton    | GBR  | 6290000 |
| 8     | Jessica Ennis      | GBR  | 6287000 |

Datum: 7. und 8. August

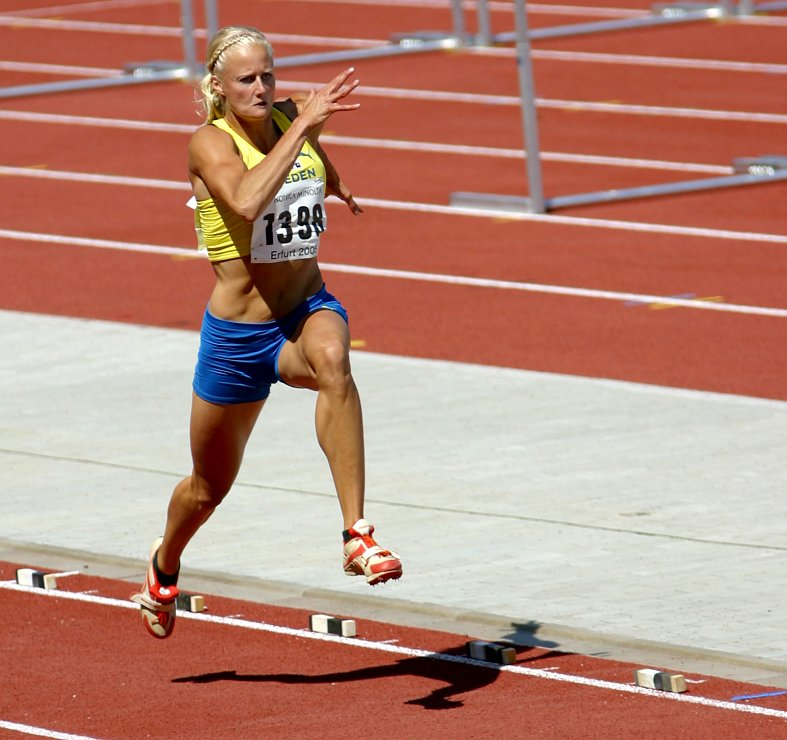
Carolina Klüft – nach Olympiasieg und WM-Titel nun auch Europameisterin

Gewertet wurde nach der Punktetabelle von 1985.
Eindeutige Favoritin dieses Wettbewerbs war die schwedische Olympiasiegerin von 2004 und Weltmeisterin von 2005 Carolina Klüft, die am Ende eine neue persönliche Saisonbestleistung aufstellte. Die als stärkste Konkurrentin eingeschätzte Französin Eunice Barber musste nach zwei Disziplinen – in denen sie sehr gute Ergebnisse erreicht hatte – den Wettkampf offensichtlich wegen einer Verletzung beenden. In einem dramatischen Zieleinlauf bei der letzten Disziplin, dem 800-Meter-Lauf, verpasste die Deutsche Lilli Schwarzkopf um nur zwei Zehntelsekunden die Silbermedaille gegenüber der Niederländerin Karin Ruckstuhl. Beide beendeten den Wettkampf mit persönlichen Bestleistungen. Die Niederländerin verbesserte dabei auch ihren eigenen Landesrekord. Die zweite Deutsche Jennifer Oeser steigerte gleich in vier Disziplinen ihre jeweiligen Bestleistungen und damit auch ihre eigene Bestmarke im Gesamtergebnis um 125 Punkte. Die sechstplatzierte Ukrainerin Natalija Dobrynska und die Britin Jessica Ennis als Achte erzielten persönliche Saisonbestleistungen.

## Videolink
- Highlights der EM 2006, leichtathletik.de, abgerufen am 7. Februar 2023